# Classe North Carolina
A Classe North Carolina foi uma classe de couraçados operada pela Marinha dos Estados Unidos, composta pelo USS North Carolina e USS Washington. O projeto de uma nova classe de couraçados começou em meados de 1935 e foi inicialmente limitado em termos de tamanho e armamento pelo Tratado Naval de Washington de 1922 e pelo Segundo Tratado Naval de Londres de 1936, que tinham restringido o deslocamento padrão de navios capitais a 36 mil toneladas e o calibre de seus canhões principais a 356 milímetros. A Marinha dos Estados Unidos desejava que seus novos navios fossem rápidos o bastante para poderem fazer frente aos cruzadores de batalha da Classe Kongō da Marinha Imperial Japonesa, porém as limitações impostas pelos vários tratados internacionais impediram que todos os seus objetivos fossem realizados e mais de cinquenta projetos diferentes foram considerados até um ser escolhido.
O Conselho Geral da Marinha por fim declarou sua preferência por couraçados capazes de uma velocidade de trinta nós e armados com nove canhões de 356 milímetros, algo que acreditavam que permitiria que servissem em diferentes funções, tendo proteção suficiente para atuarem em uma linha de batalha e também com velocidade suficiente para acompanharem porta-aviões ou para que atacassem embarcações comerciais. Entretanto, o Secretário da Marinha autorizou um projeto modificado com velocidade de 27 nós e doze canhões de 356 milímetros, sacrificando velocidade e proteção em favor de poderio de fogo. As construções começaram em 1937 e 1938, porém os Estados Unidos ficaram preocupados com a recusa do Japão em comprometer-se com o Segundo Tratado Naval de Londres, assim invocaram a "cláusula do escalonamento" para que a classe fosse armada com nove canhões de 406 milímetros.
O North Carolina e o Washington tiveram um serviço ativo durante a Segunda Guerra Mundial, principalmente na Guerra do Pacífico na função de escoltas de forças tarefas de porta-aviões e em ações de bombardeio. O North Carolina abateu entre sete a catorze aeronaves japonesas na Batalha das Salomão Orientais em agosto de 1942, quando também foi torpedeado por um submarino. O Washington por sua vez danificou fatalmente o couraçado Kirishima na Batalha Naval de Guadalcanal em novembro. As duas embarcações também participaram da Batalha do Mar das Filipinas em junho de 1944. Depois do fim da guerra, ambos foram usados na Operação Tapete Mágico para transportarem soldados norte-americanos de volta para casa. Eles foram descomissionados em 1947 e permaneceram na reserva até o início da década de 1960, quando o North Carolina se tornou um navio-museu e o Washington foi desmontado.

## Antecedentes
Ao final da Primeira Guerra Mundial, várias marinhas do mundo continuaram e expandiram seus programas de construção naval que tinham começado durante o conflito. O programa de 1916 dos Estados Unidos tinha seis cruzadores de batalha da Classe Lexington e seis couraçados da Classe South Dakota, porém o governo do presidente Woodrow Wilson pediu em dezembro de 1918 por mais dez couraçados e seis cruzadores de batalha. O Conselho Geral da Marinha dos Estados Unidos planejou em 1919 e 1920 por aquisições menores, mas ainda significativas, para além do programa de 1916: dois couraçados e um cruzador de batalha para 1921 e três couraçados, um cruzador de batalha, quatro porta-aviões e trinta contratorpedeiros entre 1922 e 1924. O Reino Unido, por sua vez, estava nos estágios finais de encomendar oito navios capitais: quatro cruzadores de batalha da Classe G3 a partir de 1921 e quatro couraçados da Classe N3 a partir de 1922. O Japão em 1920 estava tentando construir um padrão oito-oito de oito couraçados e oito cruzadores de batalha com as classes Nagato, Tosa, Amagi, Kii e Número 13. Dois navios desses projetos teriam suas construções iniciadas por ano até 1928.
Os custos de tais programas ficaram extremamente elevados, assim Charles Evans Hughes, o Secretário de Estado dos Estados Unidos, convidou delegações das principais potências marítimas da época – Reino Unido, Japão, França e Itália – para irem a Washington a fim de discutir e possivelmente acabar com a corrida armamentista naval. A subsequente Conferência Naval de Washington resultou no Tratado Naval de Washington de 1922. Dentre muitas outras provisões, o tratado limitava o deslocamento padrão de quaisquer couraçados futuros a 36 mil toneladas e uma bateria principal de canhões de até 406 milímetros. Também foi decretado que os cinco países não poderiam construir navios capitais por dez anos e de que não poderiam substituir embarcações sobreviventes ao tratado até que tivessem vinte anos de idade. O Segundo Tratado Naval de Londres de 1936 substituiu o acordo de 1922 e manteve muitos dos mesmos requerimentos, porém restringiu o tamanho das armas principais a 356 milímetros.

## Desenvolvimento

### Inicial
O Conselho Geral começou preparações para uma nova classe de couraçados entre maio e julho de 1935. Três estudos de projeto foram apresentados: "A" teria 32 670 toneladas, nove canhões de 356 milímetros em três torres de artilharia triplas, todas na frente da superestrutura, velocidade de trinta nós (56 quilômetros por hora) e blindagem resistente a projéteis de 356 milímetros. Os projetos "B" e "C" teriam mais de 37 mil toneladas, velocidade de 30,5 nós (56,5 quilômetros por hora) e blindagem resistente a projéteis de 356 milímetros. A principal diferença entre os dois era a bateria principal: "B" teria doze canhões de 356 milímetros em torres triplas, enquanto "C" teria oito canhões de 406 milímetros em torres duplas. "A" era o único projeto que ficava dentro do limite de 36 mil toneladas imposto pelos tratados de Washington e Londres. Os projetos foram redesignados "A1", "B1" e "C1" quando o Escritório de Artilharia apresentou o projétil de 406 milímetros "superpesado". Isto foi feito em uma tentativa de fazê-los ficarem protegidos contra esse novo projétil, porém isto criou problemas de peso: "A1" ficou apenas 510 toneladas abaixo do limite, enquanto os outros dois aproximaram-se de 41 mil toneladas.
Apesar de todos esses três primeiros projetos serem do tipo "couraçados rápidos", o Conselho Geral ainda não tinha se comprometido totalmente com uma velocidade máxima de trinta nós. Ele assim indagou o Colégio de Guerra Naval, pedindo a opinião deste sobre se a nova classe deveria ser um navio mais "convencional", com velocidade de 23 nós (43 quilômetros por hora) e armamento de oito ou nove canhões de 406 milímetros, ou algo mais próximo do que fora apresentado nos projetos "A", "B" e "C".
Cinco mais estudos foram produzidos no final de setembro de 1935, possuindo características entre 23 e 30,5 nós, canhões de 356 ou 406 milímetros e deslocamento padrão entre 32 e 41,1 mil toneladas. Os projetos "D" e "E" foram tentativas de couraçados rápidos com armas de 406 milímetros e proteção contra projéteis de mesmo tamanho, porém seus deslocamentos ficavam muito acima do limite do Tratado Naval de Washington. O projeto "F" foi uma tentativa radical de um híbrido entre couraçado e porta-aviões, com três catapultas montadas na proa e oito canhões de 356 milímetros na popa. O presidente Franklin D. Roosevelt supostamente era a favor desta ideia, porém nada resultou do projeto por aeronaves lançadas por catapultas serem necessariamente inferiores à maioria daquelas decoladas de porta-aviões ou de terra devido aos flutuadores usados no pouso. Os projetos "G" e "H" eram navios mais lentos, com 23 nós e nove canhões de 356 milímetros; particularmente, "H" foi considerado pela seção de Projetos Preliminares do Escritório de Construção e Reparo como um projeto muito bem equilibrado. Entretanto, o Conselho Geral finalmente decidiu usar couraçados rápidos, excluindo "G" e "H".
Esses estudos demonstraram a dificuldade que os projetistas enfrentavam. Havia apenas duas escolhas básicas com um deslocamento de apenas 36 mil toneladas: um navio similar a "A1" que era rápido mas com armas pequenas e pouco blindagem do que couraçados contemporâneos, ou uma embarcação lenta mas com armas grandes; todavia, colocar uma blindagem capaz de resistir a projéteis de 406 milímetros seria extremamente difícil. O Projetos Preliminares elaboraram outros cinco estudos em outubro, baseados em "A" com mais blindagem ou uma versão reduzida de "B"; todos tinham canhões de 356 milímetros e velocidade de trinta ou 30,5 nós. Dois tinham quatros torres de artilharia duplas, porém isto seria muito pesado e assim teriam menos blindagem. O projeto "K" teria um cinturão de 380 milímetros e convés de 133 milímetros, além de uma zona de imunidade entre dezessete e 27 quilômetros contra os projéteis super-pesados norte-americanos de 356 milímetros. Apesar dos construtores navais gostarem de "K", seu deslocamento padrão projetado de 36 mil toneladas deixava pouco espaço para erros ou qualquer tipo de modificações ou melhoramentos no projeto. Os últimos dois projeto, "L" e "M", teriam também doze canhões, mas usariam torres quádruplas para economizar peso, similar a aquelas instaladas na francesa Classe Dunkerque.
Muitos oficiais apoiavam a construção de três ou quatro navios estilo cruzadores de batalha para fazer frente a japonesa Classe Kongō. Esses incluíam o almirante William Harrison Standley, Secretário da Marinha interino e Chefe de Operações Navais; o almirante William S. Pye, presidente do Colégio de Guerra Naval; uma pequena maioria de oficiais sêniores no mar e cinco dos seis oficiais envolvidos no planejamento estratégico da Divisão de Planos de Guerra, porém um dos oficiais também acreditava que um ataque aéreo seria capaz de afundar a Classe Kongō. Com estas recomendações, o Conselho Geral escolheu o projeto "K" para ser desenvolvido mais a fundo.

### Posterior
Pelo menos 35 projetos finais diferentes foram propostos, todos numerados com algarismos romanos ("I" até "XVI-D"), com os cinco primeiros sendo variações de "K" e tendo sido completados em 15 de novembro de 1935. Eles foram os primeiros a empregarem as chamadas reduções de peso de "papel", que envolvia não levar em conta certos pesos no limite de 36 mil toneladas que não eram especificamente parte da definição de deslocamento padrão. Neste caso, mesmo que uma sala para armazenar cem projéteis por canhão principal e mais cem projéteis extras tenha sido projetada, o peso dos próprios projéteis não foi levado em conta na limitação exigida pelo tratado.
Esses projetos variavam muito na grande maiores dos aspectos, exceto em seus deslocamentos padrão e velocidade. "II" teria 36 317 toneladas, enquanto todos os outros projetos ficavam no limite de 36 mil toneladas. Apenas cinco planejavam uma velocidade máxima abaixo de 27 nós (cinquenta quilômetros por hora); destes, apenas um estava abaixo de 26,5 nós (49,1 quilômetros por hora): "VII", que teria 22 nós (41 quilômetros por hora). Este último projeto trocou velocidade por maior proteção e poder de fogo, planejando doze canhões de 356 milímetros em torres triplas, uma usina de energia que precisaria gerar apenas cinquenta mil cavalos-vapor (36,8 mil quilowatts) e um comprimento de fora a fora de apenas duzentos metros. A maioria dos outros projetos tinha entre 220 e 221 metros de comprimento, porém seis ficavam entre duzentos e 210 metros. Os primeiros oito projetos, "I" a "IV-C", tinham nove canhões de 356 milímetros, porém muitas outras combinações foram tentadas, incluindo oito canhões em torres quádruplas, oito em torres duplas e diferentes combinações com dez, onze ou doze armas. Um dos projetos, "V", chegou a propor duas torres quádruplas de 406 milímetros.
A versão "XVI", datada de 20 de agosto de 1936, tinha 27 nós (cinquenta quilômetros por hora) e 218 metros de comprimento, um navio que o Escritório de Artilharia achou que tinha muitos problemas. Testes com miniaturas em ventos rápidos mostraram que as ondas geradas pelo casco do projeto deixariam as partes inferiores da embarcação descobertas, incluindo os depósitos de munição. Para piorar a situação, o Escritório descobriu que acertos baixos ou embaixo d'água poderiam ser um problema sério a distâncias entre dezoito e 27 quilômetros. Outras questões incluíam a defesa contra bombas jogadas por aeronaves, pois o Escritório achava que a fórmula usada para calcular sua eficiência não era realista; além de que o afunilamento da antepara dianteira abaixo da linha d'água poderia piorar os problemas de acertos inimigos, pois a proa poderia ser facilmente penetrada já que tinha pouquíssima blindagem. Todas as soluções para esses problemas eram impraticáveis: pedaços adicionais de blindagem perto dos depósitos de munição poderiam neutralizar a eficiência do sistema antitorpedo, enquanto aumentar o cinturão para mais próximo da proa e popa colocaria as embarcações acima do limite de 36 mil toneladas. O Conselho Geral detestou o projeto, afirmando que "não [era] um couraçado verdadeiro" por seus problemas de velocidade e blindagem.
Um conjunto final de projetos, "XVI-B" a "XVI-D", foram apresentados pela Projetos Preliminares em outubro de 1936 com o objetivo de abordar esses problemas. Eles eram modificações de "XVI" para um navio de 218 metros de comprimento, doze canhões de 356 milímetros em três torres quádruplas, cinturão de 284,5 milímetros inclinado em dez graus e convés com 129,5 a 142,2 milímetros de espessura. O último conjunto tinha 221 metros de comprimento para maior velocidade, porém isto significava que apenas onze canhões poderiam ser instalados com um cinturão de 260 milímetros. Por outro lado, um dos canhões poderia ser trocado por um cinturão de 342,9 milímetros, enquanto outro poderia ser trocado por uma velocidade de trinta nós e um cinturão ligeiramente mais espesso; isto se tornou o projeto "XVI-C". O Conselho Geral gostou muito desse plano, enxergando esse navio como possuindo proteção suficiente para sobreviver em uma linha de batalha formada por couraçados mais antigos, ao mesmo tempo com velocidade suficiente para operar em uma ala destacada, como em grupos de porta-aviões ou com cruzadores atacando navios comerciais.
Entretanto, o almirante Joseph M. Reeves, que antes tinha sido um dos principais desenvolvedores da estratégia de porta-aviões dos Estados Unidos, não gostou do projeto "XVI-C" por achar que não era rápido o suficiente para operar junto com os porta-aviões de 33 nós (61 quilômetros por hora), além de não ser poderoso o bastante pra justificar seu custo. Em vez disso, ele defendeu o desenvolvimento do anteriormente rejeitado projeto "XVI", com proteção subaquática adicional e pedaços de blindagem para deixar os depósitos de munição imunes acima e abaixo da linha d'água para acertos de dezessete quilômetros e além. O limite externo da zona de imunidade foi ampliado de 13,9 milhas náuticas (25,8 quilômetros) para quinze milhas náuticas (27 quilômetros). Reeves, após mais algumas revisões, conversou com Standley, que aprovou o projeto "XVI" em sua forma modificada sobre o Conselho Geral, que ainda acreditava que "XVI-C" deveria ser construído. A única adição de Standley foi a provisão de que as torres quádruplas de 356 milímetros pudessem ser trocadas por torres triplas de 406 milímetros caso a "cláusula do escalonamento" do Segundo Tratado Naval de Londres fosse invocada.
Algumas propostas apresentadas
- O projeto "A" tinha 32 770  toneladas e, diferentemente de "B" e "C", estava bem abaixo do limite de 36 mil toneladas. Teria nove canhões de 356 milímetros na bateria principal, todas as torres ficariam na frente da superestrutura, porém ainda assim conseguiriam disparar para frente contanto que estivessem com uma elevação de 4,5 graus ou mais. A bateria secundária teria doze canhões de 127 milímetros em incomuns montagens triplas.[17]
- O projeto "F" foi uma tentativa de criar uma combinação viável de um porta-aviões e couraçado. O projeto ficava confortavelmente dentro dos limites dos tratados, pois possuiria um deslocamento de apenas 32 260 toneladas. Três catapultas seriam montadas na proa, enquanto um hangar embaixo delas abrigaria dez bombardeiros com as asas dobradas. Dois canhões quádruplos de 356 milímetros seriam montados na popa.[18]
- O projeto "VII" era um retorno aos couraçados lentos e teria uma velocidade máxima de 22 nós (41 quilômetros por hora), apenas um nó (2 quilômetros por hora) mais rápido que os antigos couraçados "padrão". O peso ganho com a redução da velocidade foi adicionado ao poder de fogo e produção: ele teria doze canhões de 356 milímetros em quatro torres triplas e uma zona de imunidade entre 20 e 27 quilômetros.[19]
- O projeto "XVI" foi um dos últimos apresentados, com uma versão modificada deste plano tendo sido escolhido para a Classe North Carolina. Houve algumas grandes diferenças entre este projeto e a versão final. Por exemplo, toda a exaustão foi colocada em duas chaminés e não uma, enquanto a bateria secundária de canhões de 127 milímetros ficava todos em torres duplas e não em simples.[14]

### Escalonamento
"O ponto desse histórico de projeto um tanto longo e errático é que, apesar de alguém poder enxergar a [Classe North Carolina como construída] em vários desses projetos, não foi assim de fato. O Conselho Geral nunca esteve totalmente certo do que estava disposto a ceder para alcançar algum tipo de navio dentro do limite de deslocamento do tratado. Além do mais, à medida que seus membros mudavam, mudavam também as ideias. O navio capital rápido com nove canhões e velocidade de 30 nós, mas com boa proteção, acabou sendo rejeitado em favor de um navio que sacrificava velocidade e proteção por poder de fogo, uma combinação sem precedentes no desenvolvimento de navios capitais americanos."

— Norman Friedman
Apesar do Segundo Tratado Naval de Londres estipular que canhões principais não poderiam ser maiores que 356 milímetros, a chamada "cláusula do escalonamento" foi incluída a pedido dos Estados Unidos para o caso de qualquer país que tinha assinado o Tratado Naval de Washington se recusar a aderir aos novos limites. Essa provisão permitia que os signatários do Segundo Tratado Naval de Londres – Estados Unidos, Reino Unido e França – aumentassem o limite para 406 milímetros caso Japão e Itália se recusassem a assinar até 1º de abril de 1937. Os projetistas tinham focado a maior parte de seu planejamento em armas de 356 milímetros na elaboração das configurações da Classe North Carolina; o requerimento de Standley de uma troca para 406 milímetros mesmo depois do batimento de quilha tornou isso possível. O Japão rejeitou formalmente o limite de 356 milímetros em 27 de março de 1937, significando que a "cláusula do escalonamento" poderia ser invocada. Ainda assim, haviam questões que precisavam ser superadas; Roosevelt estava sob forte pressão política e, consequentemente, relutante em adotar o canhões de 406 milímetros:
| “ | Não estou disposto que os Estados Unidos sejam a primeira potência naval a adotar a arma de [406 milímetros] ... Devido à importância internacional que os Estados Unidos não sejam os primeiros a mudar os princípios estabelecidos nos Tratados de Washington e Londres, para mim parece que os planos para os dois novos couraçados devam contemplar a ... arma de [356 milímetros]." | ” |

Reeves também defendeu bastante o canhão de 406 milímetros. Em uma carta enviada a Claude A. Swanson, o Secretário da Marinha, e indiretamente a Roosevelt, ele argumentou que a penetração superior de blindagem proporcionada pela arma maior era importantíssima, citando a Batalha da Jutlândia na Primeira Guerra Mundial como exemplo, em que alguns couraçados conseguiram sobreviver a dezenas de acertos de armas grandes, porém cruzadores de batalha explodiram depois de três a sete acertos que conseguiram penetrar a blindagem que protegia depósitos de munição e torres de artilharia. Reeves também argumentou que o canhão de 406 milímetros iria ajudar no "método indireto" de atirar que estava sendo desenvolvido, em que aviões seriam usados para transmitir informações sobre alvos para que os navios pudessem bombardear alvos além de seu horizonte de vista, pois os novos couraçados sendo construídos por outros países teriam mais blindagem. O almirante achava que caso o canhão de 356 milímetros fosse adotado, ele não conseguiria penetrar uma quantidade maior de proteção, enquanto a arma de 406 milímetros seria capaz de perfurá-la.
Em uma última tentativa, Cordell Hull, o Secretário de Estado, enviou em 4 de junho um telegrama para Joseph Grew, o Embaixador dos Estados Unidos no Japão, instruindo-o a dizer ao governo japonês que os norte-americanos ainda aceitariam o limite de 356 milímetros caso o Japão fizesse o mesmo. Os japoneses responderam de que não poderiam aceitar isso a menos que o número total de couraçados também fosse limitado; eles queriam que os Estados Unidos e o Reino Unido concordassem em um número igual de navios com o Japão, uma condição que ambos os países se recusaram a aceitar. As duas embarcações da Classe North Carolina foram oficialmente encomendadas em 24 de junho com as armas de 356 milímetros, porém Roosevelt ordenou em 10 de julho que eles fossem armados com as torres triplas de 406 milímetros.

## Projeto

### Características

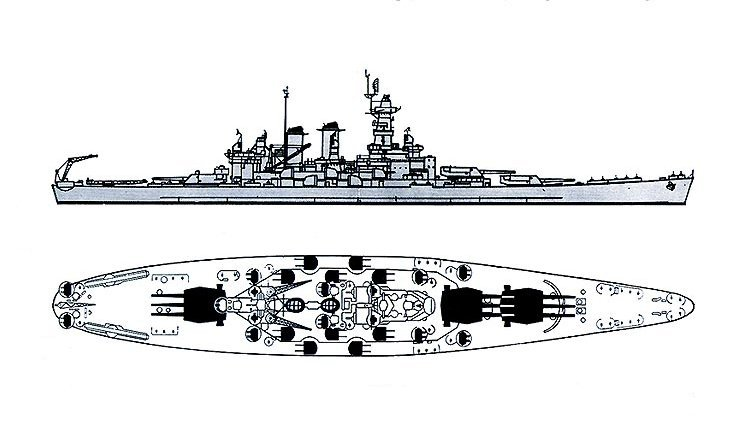
Desenho da Classe North Carolina

O North Carolina tinha 217,456 metros de comprimento da linha de flutuação e 222,113 metros de comprimento de fora a fora. Sua boca máxima era de 33,017 metros, enquanto a boca na linha d'água era de 31,85 metros por causa da inclinação do cinturão de blindagem. O deslocamento padrão em 1942 era de 37,2 mil toneladas, enquanto o deslocamento carregado era de 45,5 mil toneladas, com seu calado podendo chegar a 10,82 metros. Seu deslocamento de combate como projetado era de 43 mil toneladas, deixando o calado em 9,635 metros e altura metacêntrica de 2,53 metros. A tripulação era originalmente formada por 1 880 pessoas, sendo 108 oficiais e 1 772 marinheiros. O aumento considerável dos armamentos antiaéreos no decorrer da guerra e suas tripulações aumentou o deslocamento carregado para 47,4 mil toneladas em meados de 1945, enquanto a tripulação total ficou em 2 339 pessoas, composta por 144 oficiais e 2 195 marinheiros. A tripulação máxima foi reduzida depois do fim da guerra para apenas 1 774 pessoas.
O casco da Classe North Carolina tinha uma proa bulbosa e um projeto incomum de popa para a época ao colocar as duas hélices internas em extensões da quilha. Foi teorizado que isto melhoraria as condições de fluxo. Testes em miniaturas de várias configurações da popa sugeriram que esse arranjo poderia diminuir a resistência da água, porém testes posteriores realizados durante o desenvolvimento da Classe Montana indicaram que isso na verdade aumentava o arrasto. As extensões melhoravam a resistência estrutural da popa ao atuarem como vigas, além de proporcionarem continuidade estrutural para as anteparas antitorpedo. Entretanto, essas estruturas também contribuíram para os grandes problemas de vibração que necessitaram de vários testes e mudanças para ser mitigado. O problema era particularmente severo próximo do diretório de controle de disparo traseiro, que necessitou da instalação de cintas de reforços adicionais por causa das vibrações. Mesmo assim, as extensões seriam melhoradas e incorporadas nos projetos de todos os couraçados norte-americanos seguintes, com as vibrações sendo praticamente eliminadas na altura da Classe Iowa.

### Propulsão

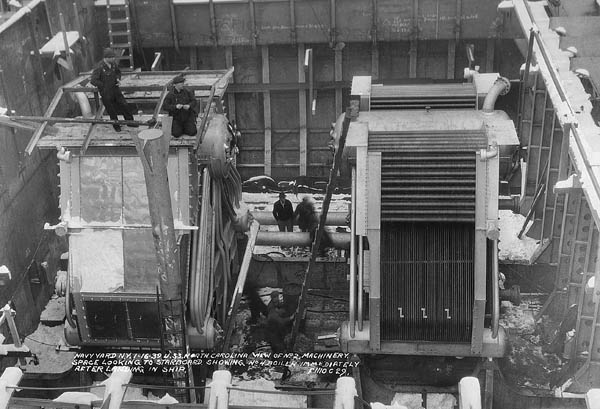
Construção do espaço de maquinários nº 2 do North Carolina em 16 de janeiro de 1939, logo depois da caldeira nº 4 ser abaixada e colocada no lugar

Os navios da Classe North Carolina foram equipados com quatro turbinas a vapor General Electric e oito caldeiras Babcock & Wilcox. A usina de energia incorporava vários desenvolvimentos recentes em equipamentos de turbinas, incluindo engrenagens de redução helicoidal dupla e tecnologia de vapor de alta pressão. As caldeiras proporcionavam vapor a 575 psi (3 960 quilopascais) a uma temperatura de até 454 graus Celsius. O sistema foi originalmente projetado para gerar 115 mil cavalos-vapor (84,6 mil quilowatts) de potência a fim de alcançar a desejada velocidade de 27 nós (cinquenta quilômetrospor hora), porém novas tecnologias aumentaram esse valor para 121 mil cavalos-vapor (89 mil quilowatts). Mesmo com esse aumento, a velocidade máxima dos couraçados continuou a mesma, pois as modificações na usina de energia foram incorporadas mais adiante no processo de projeto. As turbinas já tinham sido instaladas e não podiam aproveitar totalmente as vantagens geradas pelo vapor de maior temperatura e pressão, assim o nível de eficiência não ficou tão alto quanto deveria. De ré, os motores conseguiam gerar 32 mil cavalos-vapor (23,5 mil quilowatts).
O sistema de propulsão era dividido em quatro salas de máquinas, todas na linha central das embarcações. Casa sala abrigava uma turbina e duas caldeiras, sem qualquer tipo de divisão entre caldeiras e turbinas. Isto foi feito para limitar o risco de emborcamento caso o navio recebesse danos de inundação sérios em alguma das salas de máquinas. As salas alternavam sua disposição: a primeira e terceira foram arranjadas com a turbina a estibordo e as caldeiras a bombordo, enquanto na segunda e quarta a disposição era ao contrário. A sala mais dianteira movia a hélice externa de estibordo, a segunda a hélice externa de bombordo, a terceira a interna de estibordo e a quarta a interna de bombordo. Todas as hélices originalmente tinham quatro lâminas; as duas hélices externas tinham 4,67 metros de diâmetro e as internas 5,06 metros. A direção era controlada por dois leme.
Os couraçados tinham uma velocidade máxima de 28 nós (52 quilômetros por hora), porém em 1945, depois da adição de novos equipamentos, como armas antiaéreas, a velocidade tinha sido reduzida para 26,8 nós (49,6 quilômetros por hora). O aumento de peso também reduziu a autonomia. Os navios podiam navegar em 1941 por 17 450 milhas náuticas (32 320 quilômetros) a uma velocidade de quinze nós (28 quilômetros por hora), porém em 1945 a autonomia estava em 16 320 milhas náuticas (30 220 quilômetros) na mesma velocidade. A uma velocidade de 25 nós (46 quilômetros por hora) a autonomia era ainda menor, ficando em 5 740 milhas náuticas (10 630 quilômetros).
A energia elétrica provinha de oito geradores. Quatro eram turbo-geradores projetados para uso naval, cada um gerando 1 250 quilowatts. Os outros quatro eram geradores a diesel que geravam 850 quilowatts cada. Dois geradores a diesel menores, cada um gerando duzentos quilowatts, que eram usados em casos de emergência se o sistema principal fosse danificado. A saída total de energia, tirando os geradores de emergência, era de 8,4 mil quilowatts a 450 volts em corrente alternada.

### Armamento

#### Principal

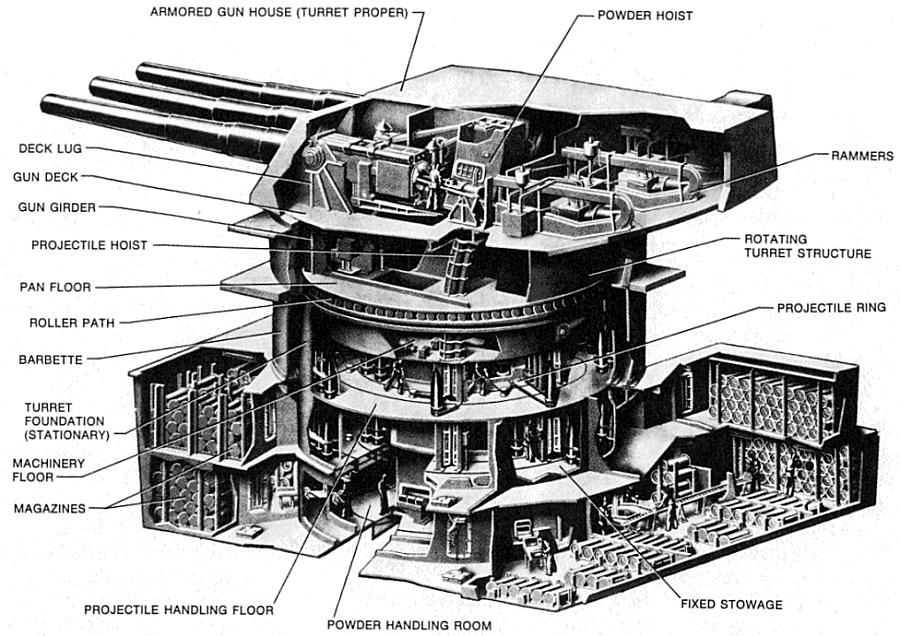
Diagrama da bateria principal e barbeta dos navios da Classe North Carolina

Os navios da Classe North Carolina eram armados com nove canhões calibre 45 Marco 6 de 406 milímetros em três torres de artilharia triplas, duas na proa e uma na popa. Estas armas eram versões melhoradas daquelas instaladas nos couraçados da Classe Colorado. Uma grande alteração era a capacidade de disparar um projétil perfurante de 1,2 toneladas desenvolvido pelo Escritório de Artilharia. Os canhões tinham uma velocidade de saída de setecentos metros por segundo com uma carga completa de propelentes, enquanto com metade da carga a velocidade era de 550 metros por segundo. A vida útil de cada canhão era de 395 disparos com projéteis perfurantes, porém com projéteis de treinamento o número subia para 2 860. Cada torre podia girar 150 graus para cada lado do navio a uma velocidade de quatro graus por segundo. A elevação máxima era de 45 graus, enquanto a primeira e terceira torre podia abaixar até dois graus negativos; a segunda torre, por estar em cima da primeira, podia apenas abaixar até zero graus.
Cada canhão tinha 18,7 metros de comprimento. Seu gáugio e estriamento tinham, respectivamente, dezoito e 15,67 metros de comprimento. O alcance máximo com um projétil perfurante pesado era de 33,7 quilômetros a uma inclinação de 45 graus. Nesta mesma inclinação, um projétil leve de 860 quilogramas altamente explosivo podia viajar até 37 quilômetros. Cada canhão pesava 87,23 toneladas, não incluindo o peso da culatra, enquanto as torres de artilharia como um todo pesavam aproximadamente 1 406 toneladas.

#### Secundário
A Classe North Carolina foi equipada com um total de dez montagens circulares e fechadas Marco 28 Modelo 0, cinco instaladas de cada lado do couraçado, cada uma abrigando dois canhões Marco 12 calibre 38 de 127 milímetros. Essas armas foram originalmente projetadas para serem instaladas em contratorpedeiros construídos na década de 1930, porém foram tão bem-sucedidas que foram colocadas em vários navios norte-americanos da Segunda Guerra Mundial, incluindo em todos os principais tipos de embarcações e muitos navios menores construídos entre 1934 e 1945. O Escritório de Artilharia considerava esse canhão "altamente confiável, robusto e preciso".
Os canhões de 127 milímetros funcionavam como armas de duplo-propósito. Entretanto, isto não significava que elas possuíam uma capacidade antiaérea inferior; foi estabelecido em 1941 durante testes de artilharia realizados a bordo do North Carolina que os canhões tinham a capacidade de consistentemente abater aeronaves a altitudes de 3,7 a quatro quilômetros, que era uma distância duas vezes maior que o alcance efetivo do anterior canhão de 127 milímetros calibre 25, uma arma antiaérea dedicada.
Cada canhão de 127 milímetros pesava quase 1,8 tonelada sem a culatra. A montagem completa pesava aproximadamente 70,9 toneladas, tinha 5,68 metros de comprimento, um gáugio de 4,8 metros e um estriamento de quase quatro metros. As armas podiam disparar projéteis a uma velocidade de saída entre 760 e 790 metros por segundo, com 4,6 mil projéteis podendo ser disparados antes que a vida útil do cano acabasse e ele precisasse ser substituído. Elas podiam abaixar até quinze graus negativos e elevar até 85 graus, enquanto os canhões podiam elevar ou descer a uma velocidade de quinze graus por segundo. As montagens mais próximas da proa e da popa tinham uma rotação entre 150 negativos e positivos, enquanto as restantes giravam entre oitenta graus negativos e positivos. Elas giravam a uma velocidade de 25 graus por segundo.

#### Antiaéreo

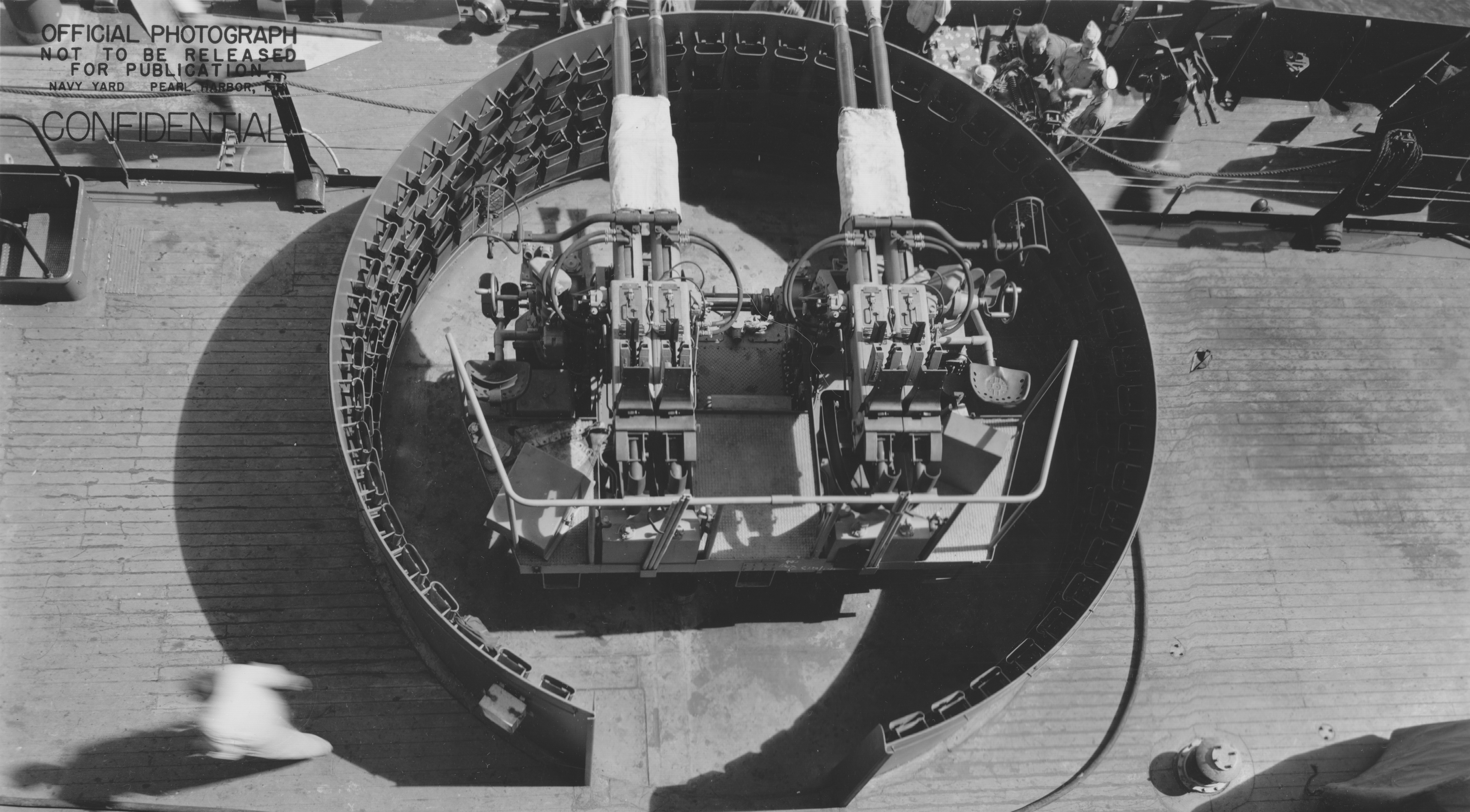
Uma das montagens de canhões Bofors de 40 milímetros do North Carolina

As armas restantes a bordo dos couraçados eram dedicadas à defesa antiaérea e eram compostas por diferentes quantidades de canhões calibre 75 de 28 milímetros, metralhadoras M2 Browning de 12,7 milímetros, canhões Bofors de 40 milímetros e canhões Oerlikon de 20 milímetros. Os navios foram originalmente projetados para carregarem apenas dezesseis canhões de 28 milímetros em quatro montagens quádruplas e doze metralhadoras, porém seus números variaram no decorrer da guerra.
Mais oito armas de 28 milímetros em duas montagens quádruplas foram instaladas no North Carolina e Washington no lugar de dois holofotes à meia-nau.  Essas montagens foram removidas do North Carolina em 1942 e em seu lugar foram instalados quarenta Bofors em dez montagens quádruplas. Catorze montagens ainda estavam presentes em junho de 1943, com uma décima quinta sendo adicionada no alto da terceira torre de artilharia principal em novembro do mesmo ano. O Washington manteve suas seis montagens até meados de 1943, quando foram substituídas por quarenta Bofors também em montagens quádruplas.
As metralhadoras não tinham o alcance e o poderio necessário e tinham previsão de serem substituídas por um número igual de Oerlikons, porém nada foi feito imediatamente. Os navios carregaram Oerlikons e M2 durante a maior parte de 1942. O North Carolina tinha, em abril, respectivamente, quarenta e doze, enquanto o Washington estava com vinte e doze. O número de Oerlikons permaneceu o mesmo dois meses depois, porém doze metralhadoras foram adicionadas. O Washington recebeu em setembro mais vinte Oerlikons, totalizando quarenta, mas pouco depois cinco foram removidas, junto com todas as M2, quando mais duas montagens quádruplas de 28 milímetros foram instaladas. O North Carolina recebeu seis Oerlikons e teve todas as suas metralhadoras removidas em 1942. O Washington tinha 64 dessas armas em abril de 1943, com uma montagem única sendo substituída por uma quádrupla, enquanto o North Carolina tinha 53 em março de 1944. Foi relatado em abril de 1945 que o North Carolina estava com 56 Oerlikons e o Washington com 75. Em agosto, ambos estavam com oito montagens duplas; o North Carolina tinha vinte únicas e o Washington tinha uma quádrupla e 63 únicas.

### Blindagem

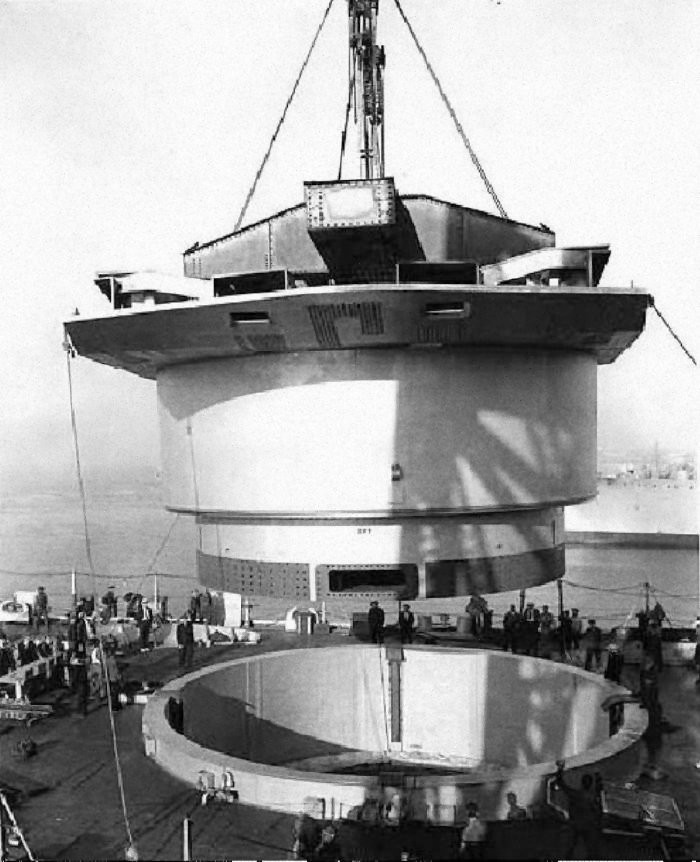
Uma das torres de artilharia do Washington sendo instalada, com a espessura da barbeta visível no convés

A Classe North Carolina incorporou o esquema de proteção "tudo ou nada" e sua blindagem compunha 41 por cento do deslocamento total das embarcações. Sua cidadela blindada começava pouco à frente da primeira torre de artilharia e seguia até pouco após da terceira torre. O cinturão principal tinha 305 milímetros de espessura, era inclinado em quinze graus e atrás ficava aço de tratamento especial de dezenove milímetros. A espessura do cinturão se afinava para 152 milímetros na extremidade inferior. Havia três conveses blindados: o principal com 37 milímetros de espessura, um segundo com 91 milímetros da aço laminado sobre 36 milímetros de aço de tratamento especial para um total de 127 milímetros, e um terceiro com apenas dezesseis milímetros. O primeiro convés foi projetado para fazer com que projéteis com detonadores retardados detonassem, enquanto o segundo e terceiro conveses protegeriam as partes vitais dos navios. A intenção do terceiro convés era proteger de estilhaços que pudessem atravessar o segundo, também atuando como suporte superior para as anteparas antitorpedo. A torre de comando conectava-se com a cidadela blindada por meio de um tubo de comunicação de 356 milímetros de espessura. A blindagem da torre de comando ficava entre 406 milímetros nas laterais e 373 milímetros na frente e atrás, enquanto o teto tinha 178 milímetros e o chão 99 milímetros.
As torres de artilharia tinham uma blindagem de 406 milímetros na frente, laterais de 229 milímetros, traseira de trezentos milímetros e teto de 178 milímetros. Uma blindagem única de 406 milímetros era a espessura máxima que as metalúrgicas norte-americanas da época podiam produzir quando os navios foram projetados; entretanto, em 1939, já era possível criar placas de 457 milímetros de espessura. Entretanto, elas não foram instaladas porque foi estimado que a conversão atrasaria a finalização dos couraçados de seis a oito meses. As barbetas que abrigavam as torres também eram muito bem protegidas, com blindagem de 373 milímetros, laterais de 406 milímetros e traseira de 292 milímetros. Os canhões secundários de 127 milímetros e seus respectivos depósitos de munição eram protegidos por placas de aço de tratamento especial de cinquenta milímetros.
O sistema de proteção lateral incorporava cinco compartimentos divididos por anteparas anti-torpedos e uma grande protuberância que tinha o mesmo comprimento da cidadela blindada. Os dos compartimentos mais externos, o compartimento mais interno e a protuberância ficavam vazias, enquanto o segundo e o terceiro compartimento eram preenchidos com líquido. O sistema tinha uma profundidade reduzida nas extremidades. Nestas áreas, não havia quinto compartimento, mas sim um compartimento externo vazio, dois espaços preenchidos por líquidos e outro compartimento vazio. Essas partes receberam placas de blindagem adicionais de 95 milímetros de espessura para compensar a redução do sistema de proteção anti-torpedo. O sistema completo tinha 5,64 metros de profundidade e foi projetado para aguentar ogivas de até 320 quilogramas de TNT. Complementando o sistema estava um fundo triplo de dois metros de profundidade. A camada mais externa tinha um metro de espessura e era preenchida por líquido, enquanto a camada superior tinha 83 centímetros e ficava vazia. O fundo triplo também era subdividido a fim de impedir inundações catastróficas caso a camada superior fosse penetrada.

### Eletrônicos

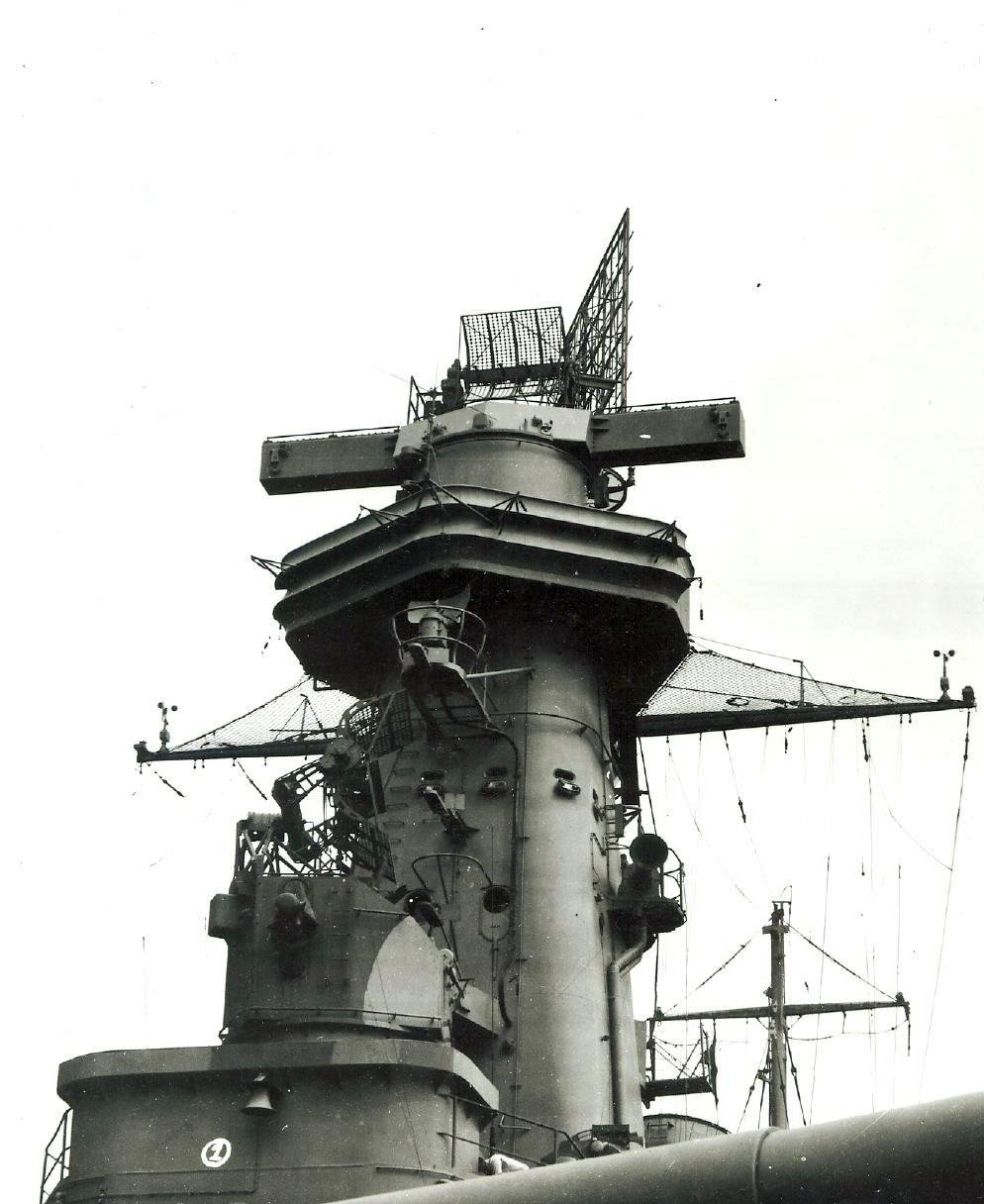
O mastro da torre do Washington, com o radar de varredura de superfície SG instalado na frente

Os couraçados da Classe North Carolina foram projetados antes do advento do radar e originalmente foram equipados com vários telêmetros óticos para controle de disparo e navegação. Os do primeiro tipo permaneceram até 1944, quando foram substituídos por um radar de microondas Marco 27 suplementado por um radar Marco 3 para controle de disparo do armamento principal. Os telêmetros foram removidos entre o final de 1941 e meados de 1942 e substituídos por mais canhões Oerlikon. Além disso, as embarcações entraram em serviço com dois diretórios Marco 38 e também receberam um radar de varredura aérea CXAM, além de dois Marco 3 e três Marco 4 para o armamento secundário.
O North Carolina recebeu em novembro de 1942 mais um Marco 4 e um radar de varredura de superfície SG. A configuração normal para um couraçado esteve presente no North Carolina em abril de 1944, com radares SK e SG para varreduras aéreas e de superfície, um SG de reserva e alguns Marco 8 para direcionar sua bateria principal. Todos os Marco 4 permaneceram a bordo para a bateria secundária, com um dos Marco 3 antigos permanecendo também, possivelmente como um reserva para o Marco 8. Uma antena SK-2 substituiu o radar SK, enquanto radares Marco 12 e Marco 22 substituíram o Marco 4 em setembro. O Washington recebeu aprimoramentos semelhantes, porém nunca um SK-2.
Os dois navios passaram por grandes reformas próximo do final da guerra. O North Carolina recebeu um radar secundário de varredura aérea SR e um radar de zênite SCR-720 na chaminé dianteira. Ao final da guerra, o couraçado estava equipado com um radar de superfície SP, um aéreo SK-2, um sistema de controle de disparo Marco 38 para a bateria principal com radares Marco 13 e 27, um sistema Marco 37 para a bateria secundária com radares Marco 12, 22 e 32, e um sistema Marco 57 para as armas antiaéreas com um radar Marco 34. O Washington tinha em março de 1946 um radar SK, um SR, dois SG e um disruptor TDY para interferir nos radares de outras embarcações.

## Navios
| Navio          | Construtor                     | Homônimo          | Batimento             | Lançamento          | Comissionamento    | Descomissionamento  | Destino     |
| -------------- | ------------------------------ | ----------------- | --------------------- | ------------------- | ------------------ | ------------------- | ----------- |
| North Carolina | Estaleiro Naval de Nova Iorque | Carolina do Norte | 27 de outubro de 1937 | 13 de junho de 1940 | 9 de abril de 1941 | 27 de junho de 1947 | Navio-museu |
| Washington     | Estaleiro Naval da Filadélfia  | Washington        | 14 de junho de 1938   | 1º de junho de 1940 | 15 de maio de 1941 | 27 de junho de 1947 | Desmontado  |

## História

### Construção

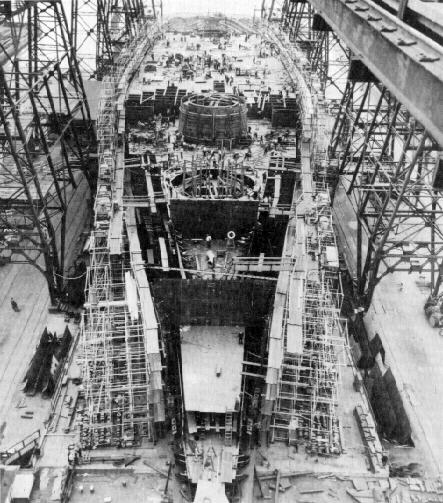
O Washington durante sua construção c. 1938–40

Os dois navios foram autorizados em janeiro de 1937 a um custo de aproximadamente cinquenta milhões de dólares cada. Cinco estaleiros enviaram propostas para construir um dos dois. Três eram empresas particulares: Bethlehem Shipbuilding, New York Shipbuilding e Newport News Shipbuilding. Os outros dois eram empresas estatais: o Estaleiro Naval de Nova Iorque e o Estaleiro Naval da Filadélfia. Os orçamentos das propostas enviadas pelos estaleiros particulares tinham um custo que ficava entre 46 e cinquenta milhões de dólares, enquanto aqueles dos estaleiros estatais ficavam em por volta de 37 milhões. A Newport News, por sua vez, se recusou a estabelecer um valor monetário fixo em favor de um "custo-mais 3,5 por cento" do preço, porém isto fez com que a proposta fosse rejeitada de imediato.
As propostas das empresas particulares foram muito influenciadas pela legislação do New Deal. A Lei Vinson–Trammell limitava o lucro da construção naval em dez por cento, enquanto a Lei Walsh–Healey de Contratos Público especificava um salário mínimo e condições de trabalho. Esta última limitava a capacidade da marinha de adquirir aço, pois o texto da lei causava uma fricção entre executivos da indústria, que desgostavam das exigências de salários e tempo de trabalho, com seus trabalhadores, que estavam também envolvidos em uma disputa separada entre o sindicato de trabalhadores qualificados, a Federação Americana do Trabalho, contra o de trabalhadores não-qualificados, o Congresso de Organizações Industriais. Assim, a marinha teve dificuldades para adquirir as 8,1 mil toneladas de aço necessários para construir seis contratorpedeiros e três submarinos. Muitas mais milhares de toneladas seriam necessárias para construir os couraçados.
Os estaleiros particulares também tinham seus próprios problemas trabalhistas, o que fez o preço dos couraçados crescer para sessenta milhões de dólares. Dessa forma, o Escritório de Engenharia a Vapor e o Escritório de Construção e Reparo recomendaram que as propostas vindas dos estaleiros estatais fossem as escolhidas. Isto foi confirmado por Roosevelt, pois as propostas dos estaleiros particulares foram consideradas injustamente infladas. Os nomes dos couraçados foram oficialmente escolhidos em 3 de maio de 1937 como North Carolina e Washington e seus contratos entregues para o Estaleiro Naval de Nova Iorque e o Estaleiro Naval da Filadélfia, respectivamente, em 24 de junho. O presidente foi bombardeado pouco tempo depois por mensagens de políticos e cidadãos de Camden, em Nova Jérsei, em uma tentativa fracassada de ter a construção do North Carolina transferida para a New York Shipbuilding, em Camden, pois tal contrato manteria os homens da área empregados. Roosevelt recusou afirmando que a disparidade de preço era muito grande. Em vez disso, o governo deu à companhia em dezembro o contrato de dois tênderes de contratorpedeiros, o USS Dixie e o USS Prairie.
A construção da Classe North Carolina foi atrasada pelas questões de aquisição de materiais, mudanças realizadas no projeto após a data de encomenda, principalmente a substituição da bateria principal por canhões de 406 milímetros, e a necessidade de alongar e fortalecer as rampas de lançamento já existentes nos estaleiros. Foi proposto um uso maior de solda como um possível método para reduzir o peso total dos navios e aumentar a força estrutural, pois isto poderia reduzir o peso estrutural em dez por cento, porém isso só foi feito em apenas trinta por cento dos couraçados. Os custos associados à solda e o aumento no tempo de construção deixaram essa ideia pouco prática.

### North Carolina

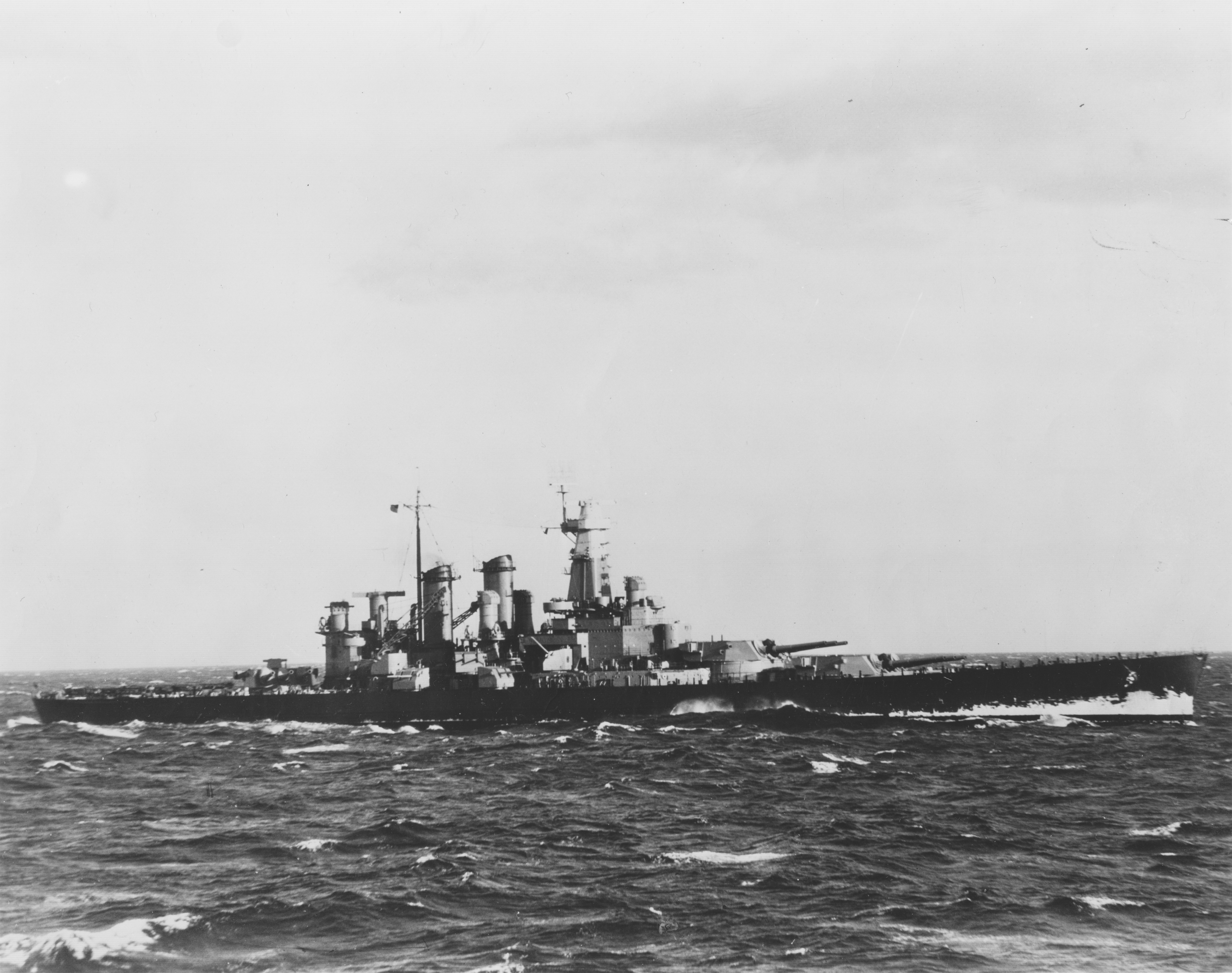
O North Carolina durante seus testes marítimos c. abril-maio de 1941

O batimento de quilha do North Carolina ocorreu em 27 de outubro de 1937, a primeira construção de um couraçado iniciada pelos Estados Unidos desde a cancelada Classe South Dakota no início da década de 1920. Ele foi lançado ao mar em 13 de junho de 1940 e comissionado na frota em 9 de abril de 1941, porém não entrou em serviço ativo imediatamente  por causa de problemas agudos de vibração longitudinais a partir de seus eixos das hélices. Este foi um problema compartilhado por seu irmão Washington e pelos cruzadores rápidos da Classe Atlanta, sendo remediado apenas depois de vários diferentes tipos de hélices terem sido testadas a bordo, incluindo hélices com quatro lâminas  e versões reduzidas das versões originais com três lâminas. Esses testes precisavam ser realizados no mar, o que resultou em várias viagens entre o Porto de Nova Iorque e o Oceano Atlântico.
O navio realizou seu cruzeiro de testes pelo Mar do Caribe e participou de exercícios de guerra, em seguida passando pelo Canal do Panamá e seguindo para a Guerra do Pacífico. Ele se juntou à Força Tarefa 16 e escoltou o porta-aviões USS Enterprise durante a Batalha de Tulagi e Gavutu-Tanambogo, na Campanha de Guadalcanal, em 7 de agosto de 1942, continuando na formação quando ela foi para sudoeste das Ilhas Salomão. O couraçado esteve presente na Batalha das Salomão Orientais em 24 de agosto; porta-aviões japoneses foram avistados e aeronaves norte-americanas conseguiram atacar primeiro e afundar o porta-aviões rápido Ryūjō, porém outra força centrada nos porta-aviões Shōkaku e Zuikaku atacaram a Força Tarefa 16. O North Carolina conseguiu abater entre sete e catorze aeronaves durante uma intensa batalha de oito minutos e escapando relativamente ileso, porém houve sete quase acertos e um tripulante foi morto por rajadas de metralhadoras dos aviões japoneses.

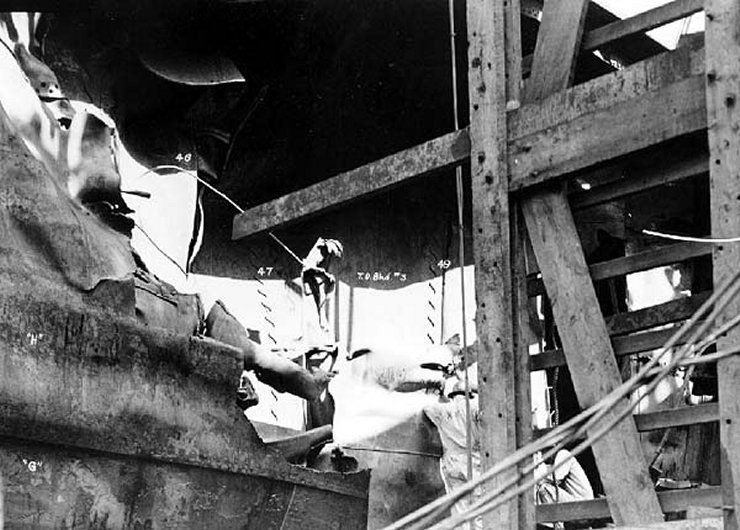
Os danos do acerto de torpedo sofrido pelo North Carolina em setembro de 1942

O North Carolina foi transferido para a escolta do porta-aviões USS Saratoga e o protegeu ao mesmo tempo que dava apoio para as forças em Guadalcanal. O couraçado desviou de um ataque de torpedo em 6 de setembro, porém não conseguiu fazer o mesmo no dia 15.  O submarino japonês I-19 disparou um salvo de seis torpedos contra a formação norte-americana: um errou, três acertaram o porta-aviões USS Wasp, um o contratorpedeiro USS O'Brien e o outro o North Carolina. A ogiva de trezentos quilogramas acertou a bombordo a 6,1 metros abaixo da linha d'água pouco atrás da primeira torre de artilharia. Ela criou um buraco de 9,8 por 5,5 metros, matou cinco tripulantes, feriu outros vinte e permitiu que 990 toneladas de água entrassem no navio. Isto foi compensado por uma contra-inundação a estibordo que permitiu que mais 490 toneladas entrassem. A embarcação conseguiu fazer uma velocidade de 24 nós (44 quilômetros por hora) pouco depois do impacto, mas logo foi forçada a reduzir para dezoito nós (33 quilômetros por hora) a fim de garantir que os escoramentos temporários não falhassem. Os danos estruturais abaixo da primeira torre a inutilizaram a menos que fosse extremamente necessário, enquanto o radar principal parou de funcionar. Houve grande interesse  por parte de vários oficiais e escritórios na marinha para aprenderem mais sobre o acerto, pois este tinha sido o primeiro do seu tipo contra um couraçado norte-americano moderno. As conclusões foram vistas por alguns como uma defesa daqueles que achavam que muito tinha sido sacrificado no projeto da classe, pois o sistema anti-torpedo tinha quase quebrado perto de uma das áreas mais importantes do navio, seu depósito de munição. O Escritório Geral pediu para que os dois últimos membros da Classe Iowa, USS Illinois e USS Kentucky, fossem equipados com protuberâncias antitorpedo do lado de fora de seus depósitos de munição. Entretanto, o recém-criado Escritório de Navios foi contra ao afirmar que o sistema tinha funcionado como havia sido projetado, assim nenhuma modificação foi realizada.

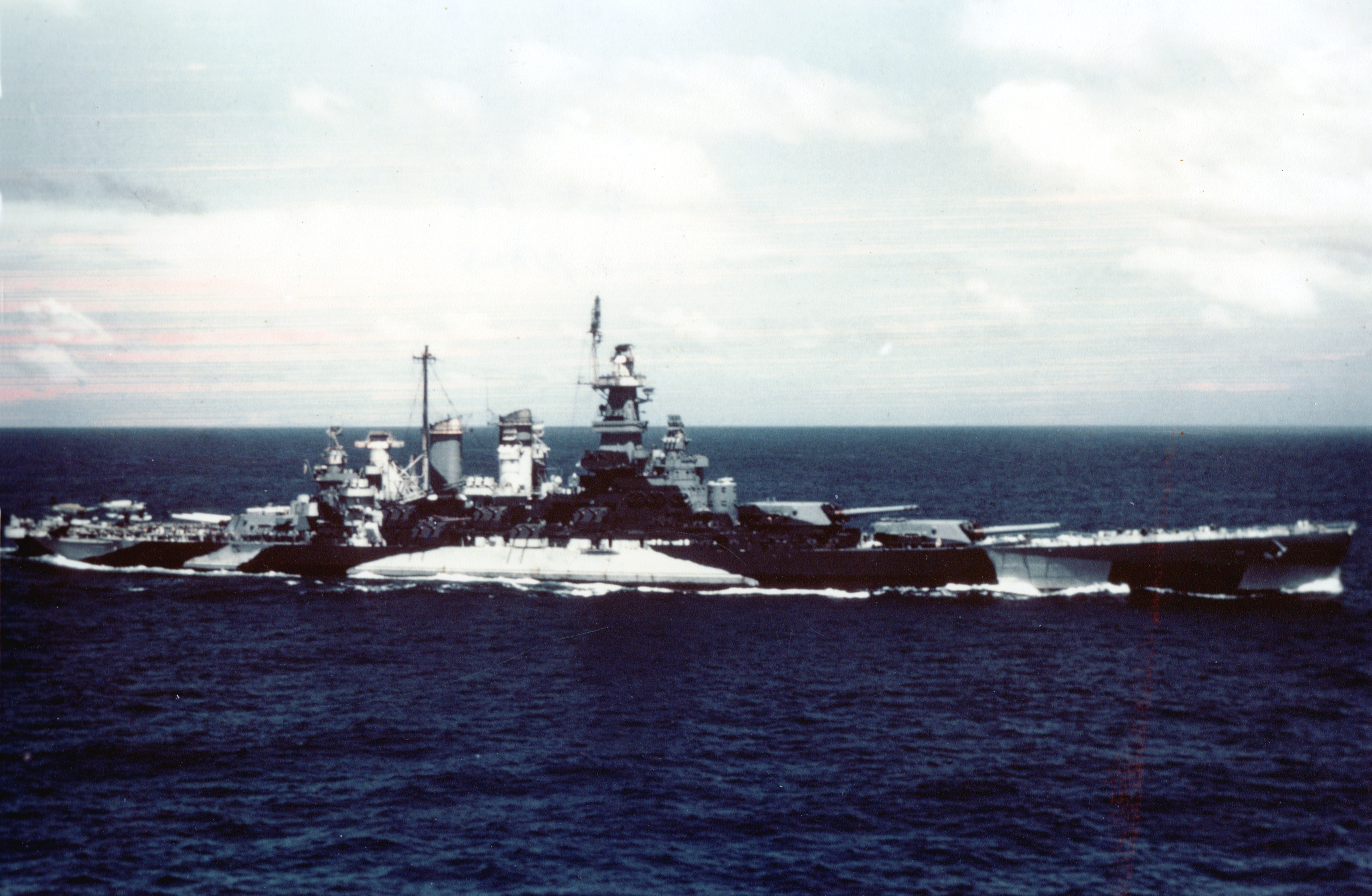
O North Carolina em novembro de 1943

O navio passou por consertos e reformas em Pearl Harbor e operou como escolta para os porta-aviões Saratoga e USS Enterprise pelo restante de 1942 e maior parte de 1943, enquanto eles proporcionavam cobertura para comboios de suprimentos e tropas para a Campanha nas Ilhas Salomão. Durante esse período, o North Carolina recebeu equipamentos avançados de radar e controle de disparo em março, abril e setembro de 1943 em Pearl Harbor. O couraçado escoltou o Enterprise em novembro, quando o porta-aviões lançou ataques aéreos contra Makin, Taraua e Abemama. A embarcação bombardeou Nauru entre 1º e 8 de dezembro e então retornou para as tarefas de escolta. Ele acompanhou o porta-aviões USS Bunker Hill em ataques contra Kavieng e Nova Irlanda.
O North Carolina juntou-se à Força Tarefa 58 em janeiro de 1944 e continuou escoltando porta-aviões como a capitânia do vice-almirante Willis Lee, o Comandante de Couraçados da Frota do Pacífico, durante boa parte do ano. Entre janeiro e abril ele deu apoio a ataques aéreos contra Kwajalein, Roi-Namur, Truk, Saipã, Tinian, Guam, Palau, Woleai e Hollandia. Também em abril, o couraçado destruiu instalações defensivas em Ponape, retornando então para Pearl Harbor a fim de ter seu leme consertado. A embarcação juntou-se ao Enterprise em 6 de junho para ataques nas Ilhas Marianas, com o North Carolina bombardeando Saipã e Tanapag com seus canhões principais.

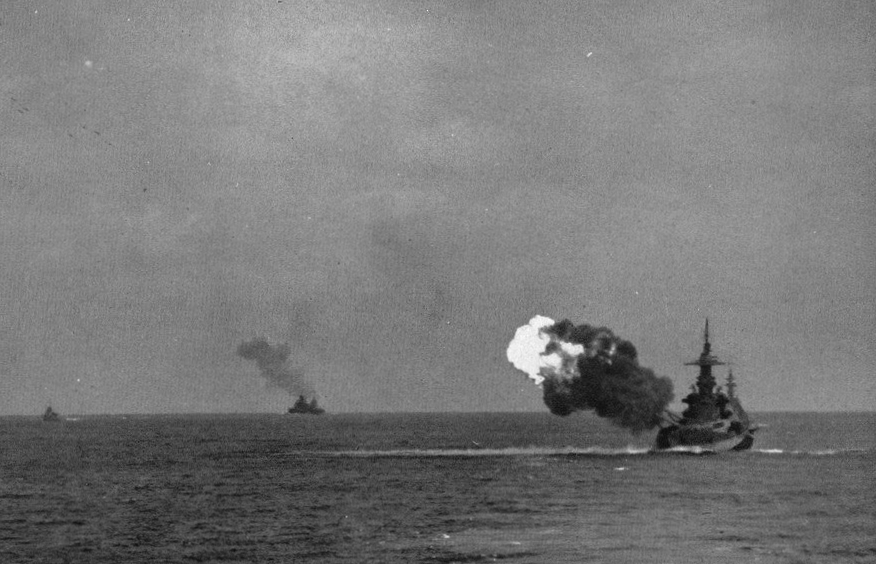
O North Carolina disparando seus canhões principais c. 1944

O couraçado participou da Batalha do Mar das Filipinas em junho de 1944, quando a maior parte das aeronaves japonesas foram abatidas ao custo de pouquíssimas perdas norte-americanas. Problemas com o eixo de suas hélices forçaram a embarcação a voltar para o Estaleiro Naval de Puget Sound a fim de passar por manutenção. Ele retornou para o serviço ativo em novembro e protegeu os porta-aviões enquanto proporcionavam cobertura para as invasões de Leyte, Luzon e das Visayas. O North Carolina foi acertado pelo Tufão Cobra em dezembro e continuou suas tarefas de escolta em ataques conta Formosa, Indochina, China, Ilhas Ryūkyū e Honshū em janeiro e fevereiro de 1945. O navio proporcionou apoio de bombardeamento durante a Batalha de Iwo Jima.
A embarcação escoltou porta-aviões na Batalha de Okinawa e bombardeou alvos em terra. Ele foi capaz de abater três kamikazes em 6 de abril, porém foi atingido por um projétil de 127 milímetros durante um incidente de fogo amigo em que três tripulantes morreram e 44 foram feridos. O couraçado abateu uma aeronave no dia seguinte e outras duas no dia 17. Passou por mais uma manutenção entre maio e junho em Pearl Harbor, voltando para as funções de escolta e bombardeio até o final da guerra, incluindo uma em 17 de julho contra Hitachi, em Ibaraki, na companhia dos couraçados USS Alabama, USS Missouri, USS Wisconsin e HMS King George V, além de outras embarcações menores.

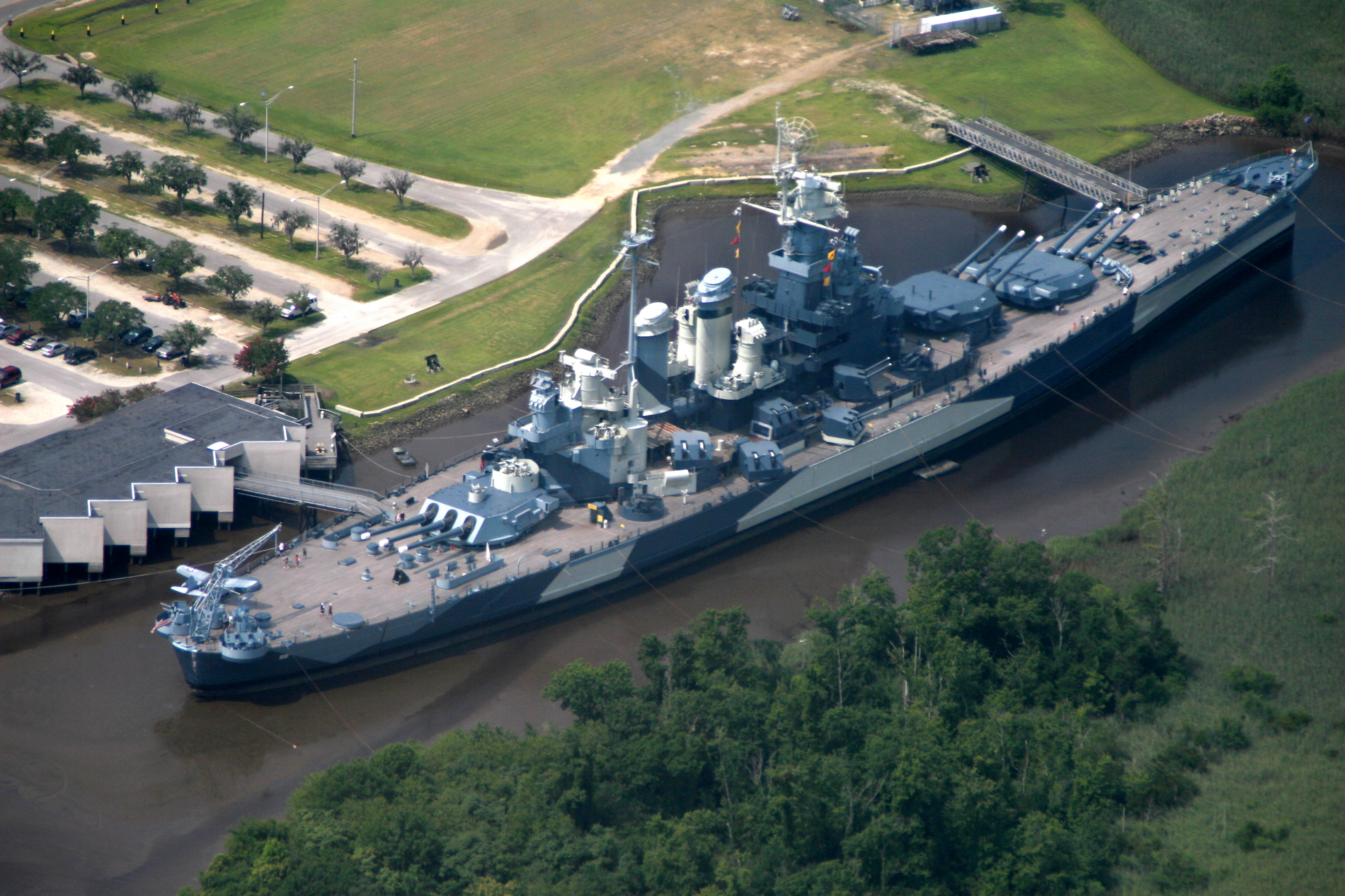
O North Carolina como navio-museu em Wilmington em julho de 2006

Membros da tripulação e do contingente de Fuzileiros Navais do North Carolina desembarcaram no final de agosto para ajudar na ocupação do Japão. A rendição formal ocorreu no início de setembro e esses homens foram trazidos de volta a bordo, com o couraçado partindo para Okinawa. Ele então participou da Operação Tapete Mágico, transportando vários soldados norte-americanos de volta para casa. O navio passou pelo Canal do Panamá em 8 de outubro e ancorou no porto de Boston, no Massachusetts, no dia 17. Passou por manutenções no Estaleiro Naval de Nova Iorque e então participou de exercícios próximos do litoral da Nova Inglaterra, em seguida realizando um cruzeiro de treinamento para aspirantes da Academia Naval dos Estados Unidos no Caribe.
O North Carolina foi descomissionado em Bayonne, em Nova Jérsei, no dia 27 de junho de 1947. Ele permaneceu na reserva até 1º de junho de 1960, quando foi removido do Registro de Embarcações Navais. Em vez de ser desmontado, como a maioria dos outros couraçados dos Estados Unidos, foi vendido para o estado da Carolina do Norte em 8 de agosto de 1961 por 250 mil dólares para se tornar um navio-museu. Foi dedicado em Wilmington em 29 de abril de 1961 como um memorial para os cidadãos do estado que morreram na Segunda Guerra Mundial. Foi listado em novembro de 1982 no Registro Nacional de Lugares Históricos e em janeiro de 1986 como Marco Histórico Nacional. O North Carolina permanece como museu até hoje, sendo mantido pela Comissão do Couraçado USS North Carolina.

### Washington

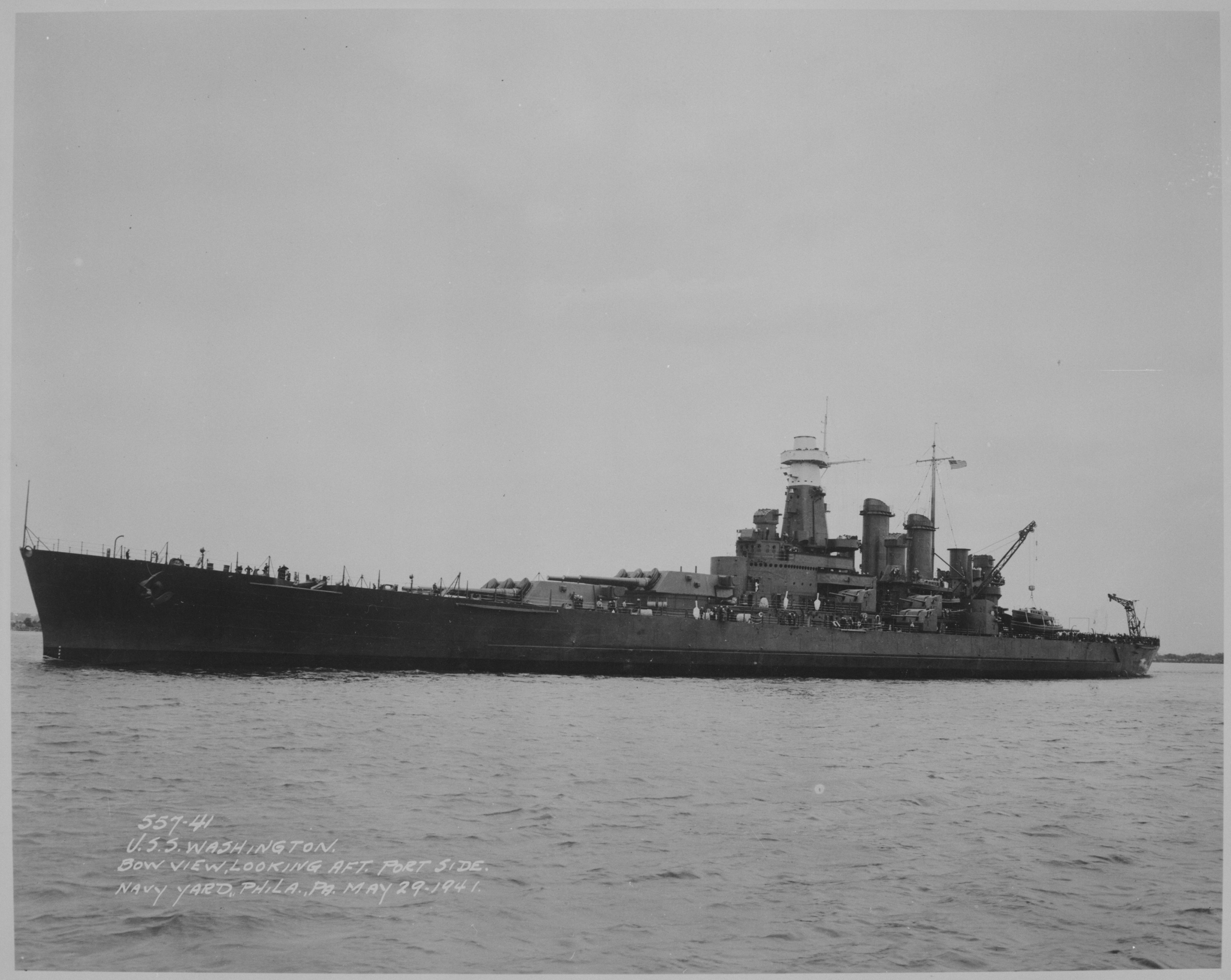
O Washington em maio de 1941

O batimento de quilha do Washington ocorreu em 14 de junho de 1938, foi lançado ao mar em 1º de junho de 1940 e comissionado em 15 de maio de 1941. O navio também sofria dos mesmos problemas de vibrações longitudinais que o North Carolina. As soluções descobertas durante os testes no seu irmão foram aplicadas no Washington e os problemas reduzidos. O couraçado foi nomeado a capitânia do contra-almirante John W. Wilcox da Força Tarefa 39 e partiu em 26 de março de 1942 junto com outras embarcações a fim de reforçar a Frota Doméstica britânica. Wilcox caiu no mar durante a viagem e seu corpo foi encontrado pouco depois com a cabeça virada para a água, porém ele não foi recuperado devido a mares bravios. Não se sabe o que aconteceu, mas talvez ele tenha sido varrido por uma onda ou sofrido um ataque do coração. A força chegou em Scapa Flow em 4 de abril.
Os navios da Força Tarefa 39 participaram de exercícios com a Frota Doméstica até o final de abril. Eles partiram das Ilhas Britânicas como Força Tarefa 99 junto com unidades britânicas, escoltando alguns comboios pelo Mar Ártico contendo cargas vitais para a União Soviética. Durante uma dessas operações, o King George V colidiu acidentalmente com o contratorpedeiro HMS Punjabi, cortando-o ao meio e afundando-o. O Washington estava logo atrás e passou por cima da mesma área, sendo danificado pela detonação de algumas cargas de profundidade do Punjabi. Os danos ao casco foram mínimos, causando apenas o vazamento de um tanque de combustível, porém muitos dispositivos a bordo foram danificados, incluindo telêmetros da bateria principal, disjuntores e radares de controle de disparo e varredura. As embarcações ficaram ancoradas em Hvalfjörður, na Islândia, até 15 de maio, retornando para Scapa Flow em 3 de junho. No dia seguinte, o Washington recepcionou o almirante Harold R. Stark, o comandante das forças navais norte-americanas na Europa, que estabeleceu seu quartel-general no navio durante alguns dias. O rei Jorge VI do Reino Unido inspecionou o navio no dia 7.

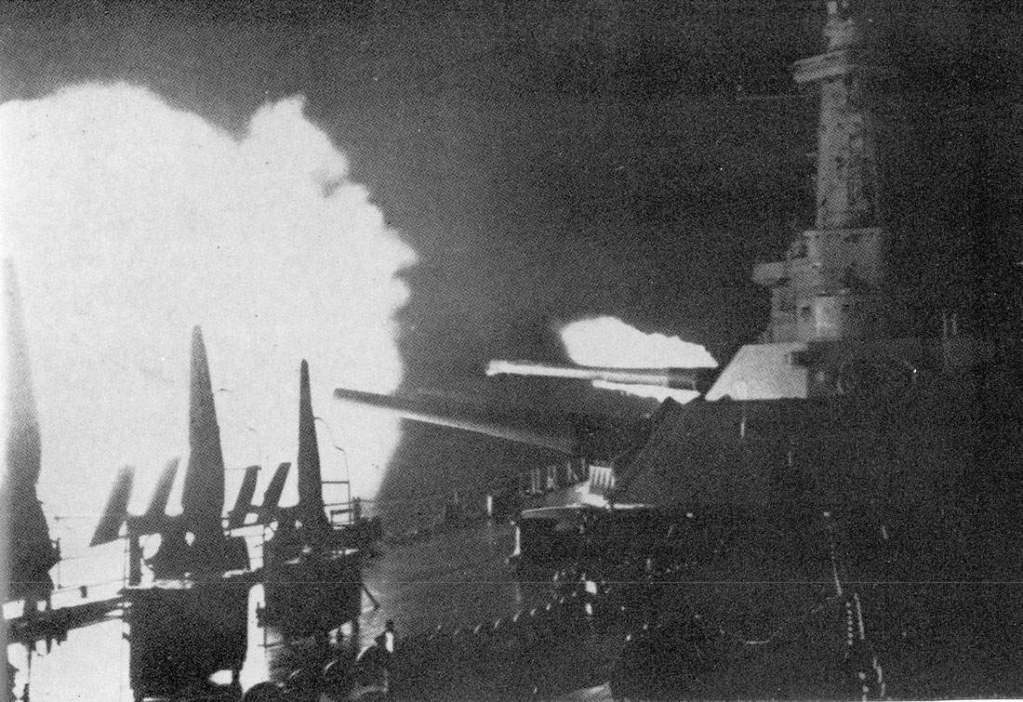
O Washington disparando contra o Kirishima em 15 de novembro de 1942

O Washington retornou para os Estados Unidos em 14 de julho e no dia 23 iniciou uma grande manutenção no Estaleiro Naval de Nova Iorque que durou um mês. Ele então atravessou o Canal do Panamá e seguiu para o Oceano Pacífico no dia 23 de agosto, chegando em Tongatapu em 14 de setembro, onde se tornou a capitânia de Lee. Pelos meses seguintes o couraçado escoltou comboios de suprimentos e tropas para a Campanha de Guadalcanal. Três formações de navios japoneses foram descobertas próximas de Guadalcanal em 13 de novembro, uma delas com o objetivo de bombardear o aeroporto de Henderson Field. Na resultante Batalha Naval de Guadalcanal, a primeira força de bombardeio foi afastada por uma força de cruzadores e contratorpedeiros norte-americanos. Os japoneses organizaram uma nova surtida no dia seguinte, com o Washington, o couraçado USS South Dakota e quatro contratorpedeiros sendo enviados naquela noite para interceptá-los. A força japonesa era formada pelo couraçado Kirishima, dois cruzadores pesados, dois cruzadores rápidos e nove contratorpedeiros, inicialmente conseguindo afundar três contratorpedeiros norte-americanos e infligindo danos contra o South Dakota. Entretanto, o Washington permaneceu sem ser detectado e disparou à meia-noite contra o Kirishima a uma distância de cinco quilômetros. O Washington disparou 75 projéteis de 406 milímetros e cem projéteis de 127 milímetros, acertando vinte e dezessete, respectivamente, danificando seriamente a embarcação japonesa, que perdeu sua direção e passou a sofrer de inundações incontroláveis. O Kirishima emborcou às 3h25min da manhã do dia 15. A bateria secundária do couraçado norte-americano também danificou seriamente o contratorpedeiro Ayanami a ponto deste precisar ser deliberadamente afundado. Os japoneses começaram a evacuação de Guadalcanal pouco depois da batalha.

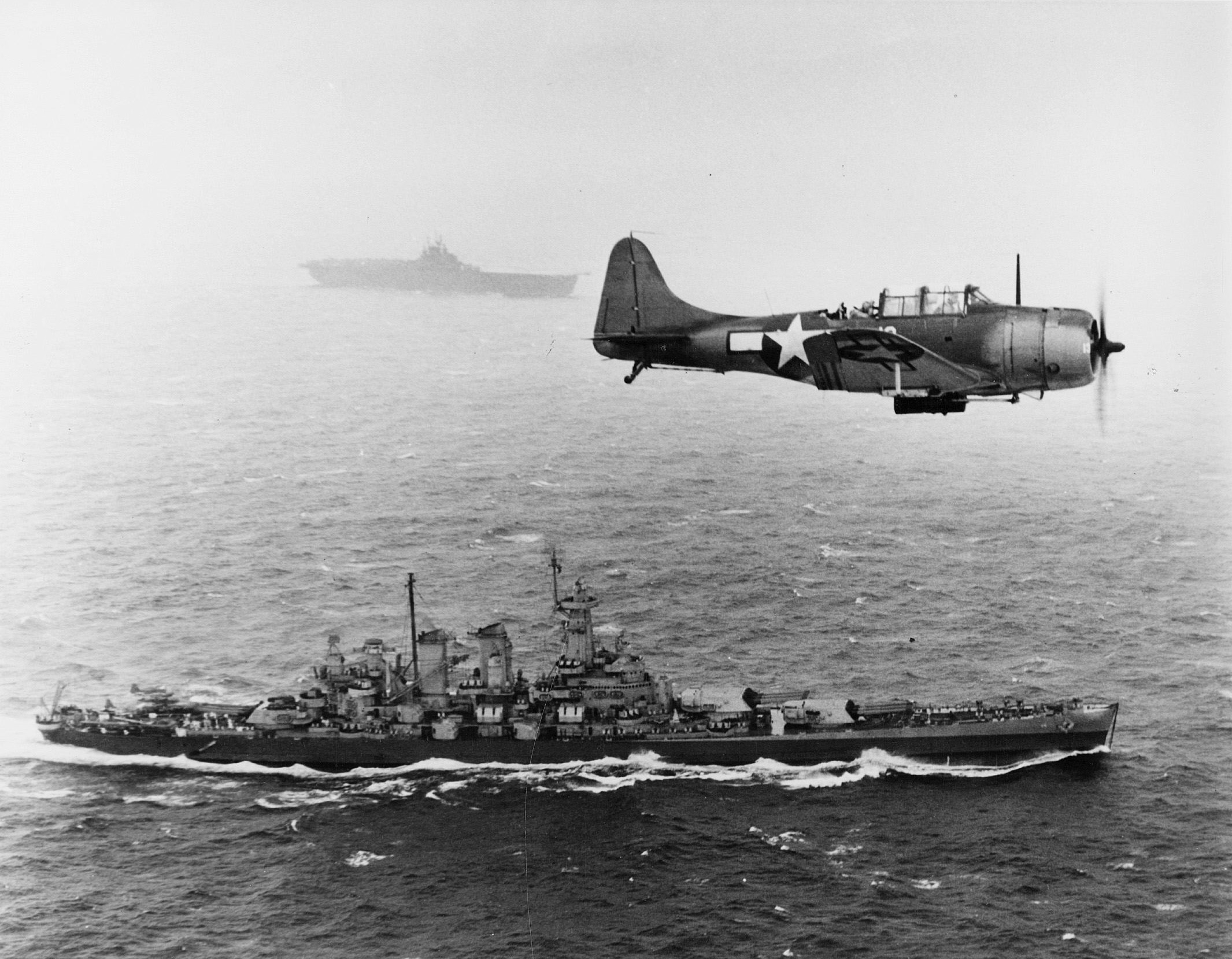
Um Douglas SBD Dauntless sobrevoando o Washington em novembro de 1943

O couraçado permaneceu próximo de sua base na Nova Caledônia até meados de abril de 1943 proporcionando proteção para comboios e grupos de batalha travando a Campanha nas Ilhas Salomão. Ele retornou a Pearl Harbor, passando por manutenção e realizando treinamentos antes de retornar para guerra no final de julho. O Washington operou a partir de Éfaté entre agosto e o final de outubro, juntando-se então a quatro couraçados e seis contratorpedeiros como o Grupo de Tarefas 53.2 para exercícios, que também tiveram a participação dos porta-aviões Enterprise, USS Essex e USS Independence. A formação em seguida rumou para as Ilhas Gilbert com o objetivo de complementar o poderio de fogo na área. A embarcação partiu no final de novembro e foi para Makin a fim de proporcionar cobertura para os navios no local, depois foi para Banaba para se preparar para um bombardeio contra Nauru junto com o North Carolina, todos os couraçados da Classe South Dakota e os porta-aviões Bunker Hill e USS Monterey. Todos os navios atacaram no amanhecer de 8 de dezembro, com as aeronaves atacando logo depois. As embarcações retornaram para Éfaté no dia 12. O Washington foi transferido para o Grupo de Tarefas 50.1 no final de janeiro de 1944 e escoltou porta-aviões enquanto lançavam ataques contra Taroa e Kwajalein. O couraçado também bombardeou Kwajalein em 30 de janeiro.

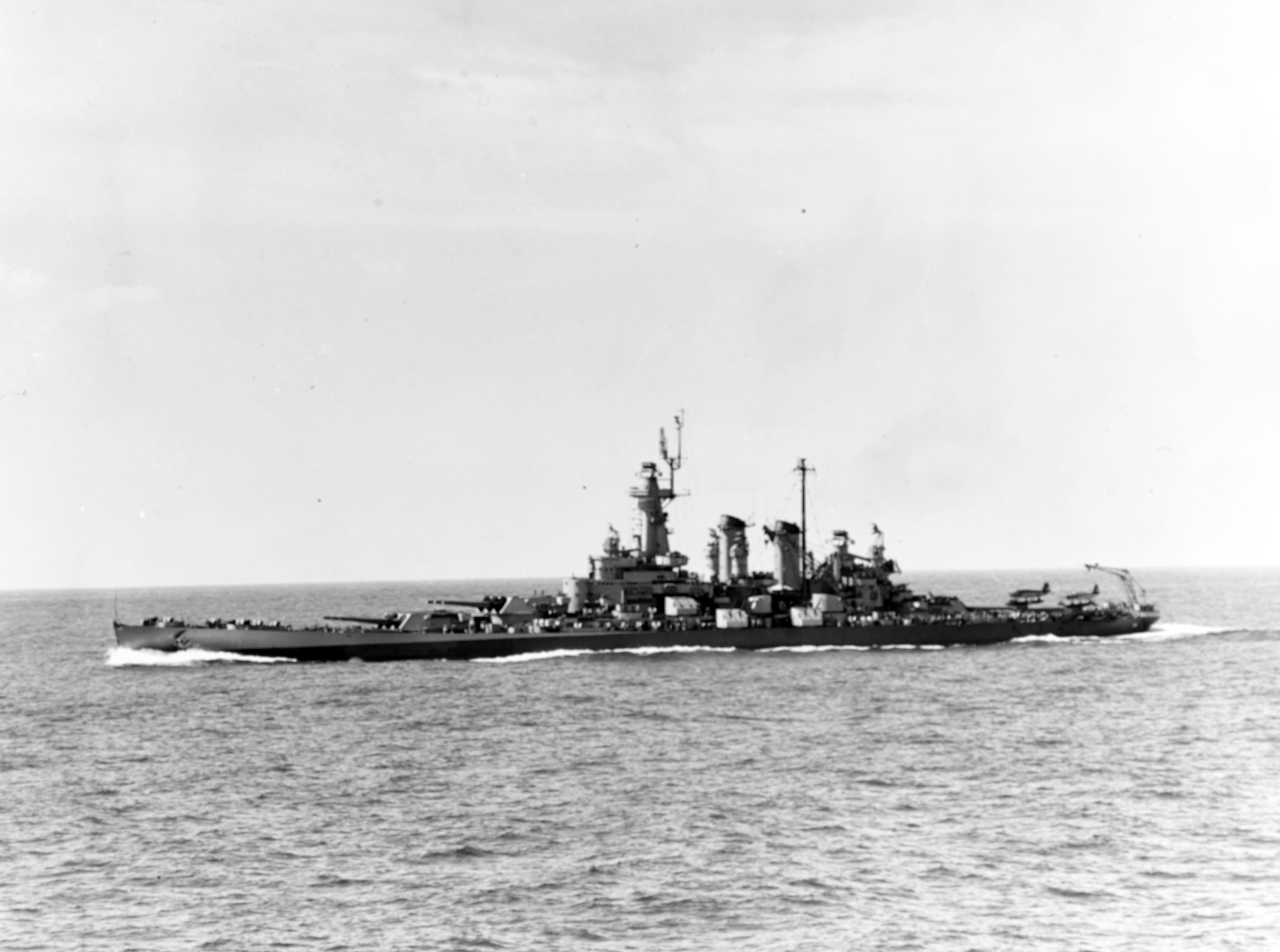
O Washington em maio de 1944

O Washington colidiu com o USS Indiana na madrugada de 1º de fevereiro quando este saiu de formação para reabastecer quatro contratorpedeiros. O Indiana tinha informado por rádio que iria deixar a formação com uma manobra para bombordo, porém seu capitão pouco depois ordenou uma virada para estibordo. O couraçado foi avistado pelo Washington sete minutos depois a uma distância de novecentos metros. As tripulações de ambos tentaram evitar a batida, mas em vão. O Washington bateu na lateral do Indiana, arranhando uma boa parte de estibordo traseiro da embarcação. A dianteira do Washington foi muito danificada, com aproximadamente dezoito metros de sua proa caindo e ficando pendurada na água. Dez marinheiros morreram, seis a bordo do Washington. Reforços temporários foram aplicados na área danificada e o navio recebeu uma proa temporária para retornar a Puget Sound. O couraçado passou por uma grande manutenção e recebeu uma nova proa, com os trabalhos ocorrendo entre março e abril. O Washington só foi retornar para a guerra em maio.

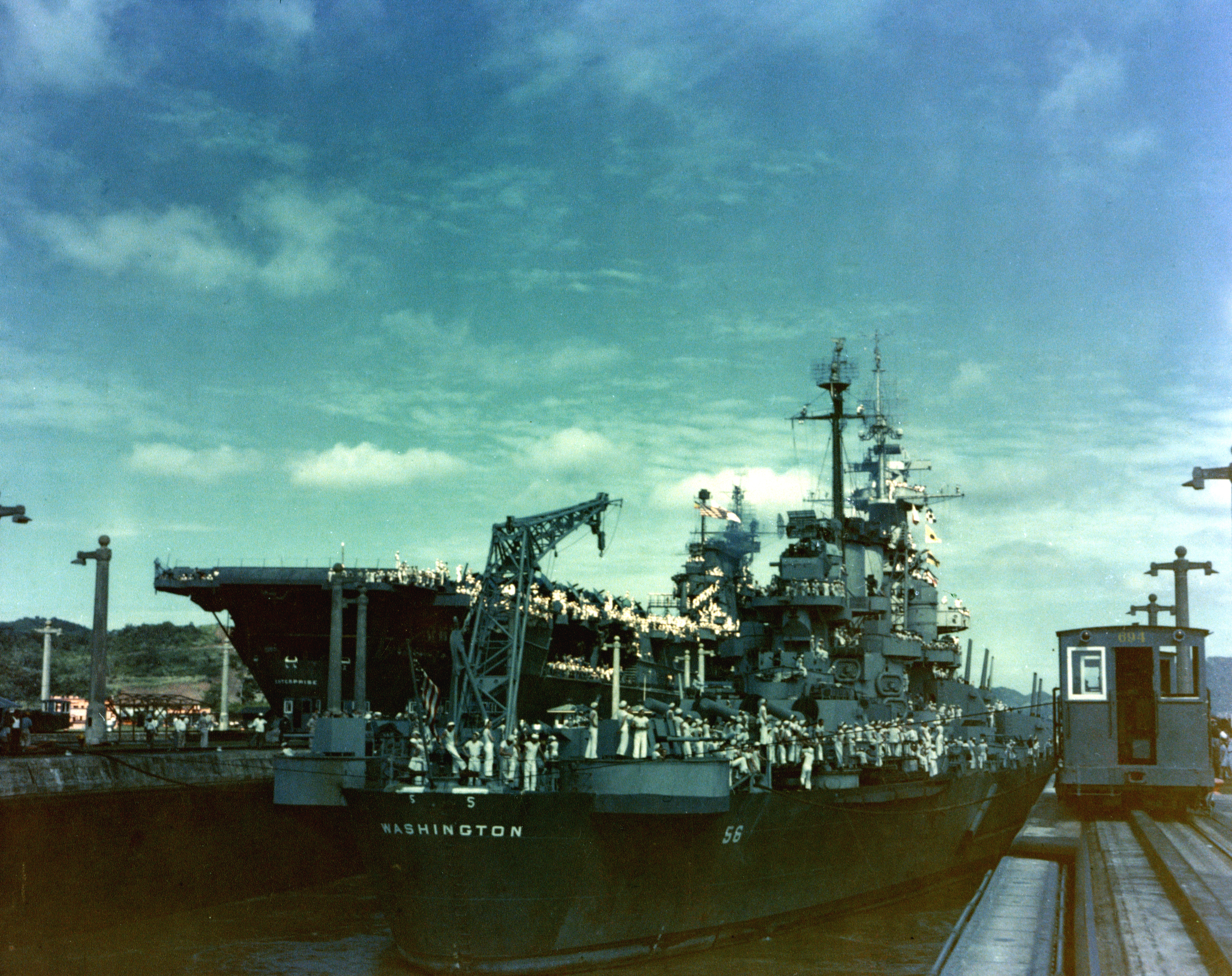
O Washington e o Enterprise passando pelo Canal do Panamá em outubro de 1945

O navio em seguida participou da Campanha nas Ilhas Marianas e Palau, novamente como escolta de porta-aviões, porém foi destacado em 13 de junho para bombardear Saipã e Tinian. Submarinos norte-americanos avistaram a maioria dos navios japoneses sobreviventes em surtida, com o Washington, mais seis couraçados, quatro cruzadores pesados e catorze contratorpedeiros dando cobertura para os porta-aviões da Força Tarefa 58. A Batalha do Mar das Filipinas começou no dia 19. O Washington conseguiu repelir vários ataques no decorrer da batalha, reabasteceu e continuou na escolta dos porta-aviões até que um novo grupo de tarefas foi formado com três couraçados e escoltas. Eles fizeram uma longa parada em Enewetak e apoiaram tropas invadindo Peleliu e Angaur, retornando então para seus deveres de escolta. A embarcação permaneceu nessa função entre 10 de outubro e 17 de fevereiro de 1945.
O Washington bombardeou Iwo Jima entre 19 e 22 de fevereiro em apoio à invasão e em seguida escoltou porta-aviões enviados para atacar alvos em Tóquio e na ilha de Kyūshū. O couraçado bombardeou Okinawa em 24 de março e em 19 de abril, partindo então para Puget Sound a fim de passar por manutenção. Esta durou além do fim da guerra e assim o navio recebeu ordens para viajar até a Filadélfia, chegando em 17 de outubro. Foi modificado no local com 145 camas adicionais para que pudesse participar da Operação Tapete Mágico. Seguiu para Southampton com uma tripulação reduzida e trouxe de volta para casa pouco mais de 1,5 mil homens, sendo esta sua única viagem em apoio à operação. O Washington foi descomissionado em 27 de junho de 1947 em Bayonne, em Nova Jérsei, e colocado na reserva. Ele nunca mais foi reativado e foi removido do Registro de Embarcações Navais em 1º de junho de 1960, 21 anos depois de seu lançamento, e vendido para desmontagem em 24 de maio de 1961.

## Propostas pós-guerra

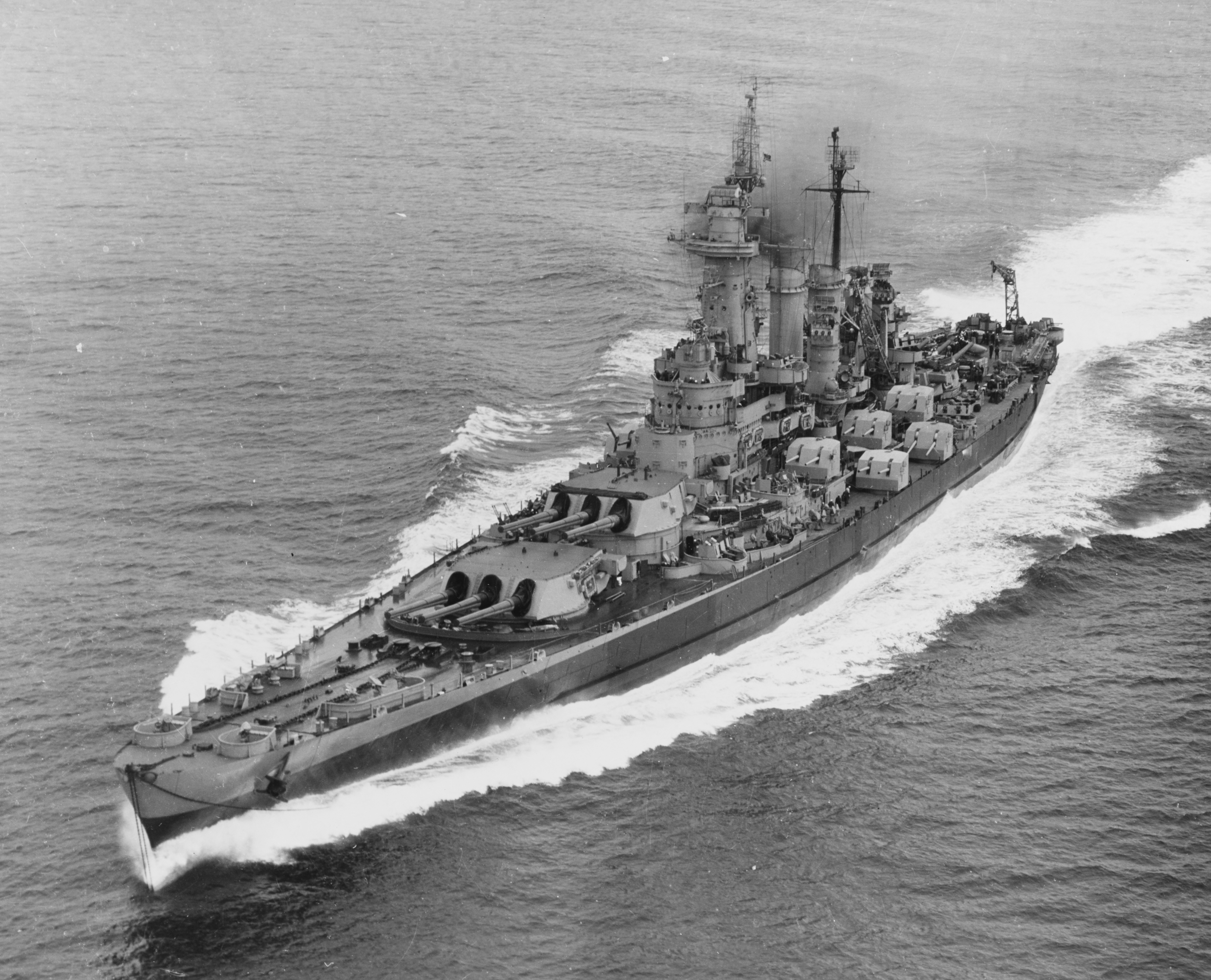
O Washington em setembro de 1945 depois de reformas pós-guerra

O North Carolina e o Washington permaneceram em serviço ativo por mais alguns anos depois do fim da guerra, possivelmente porque suas acomodações eram mais confortáveis e menos abarrotadas que aquelas da Classe South Dakota. Os couraçados receberam alterações durante esse período; o Conselho de Características de Navios ordenou em junho de 1946 que quatro das montagens quádruplas de 40 milímetros fossem removidas, porém apenas duas de cada embarcação foram retiradas. As armas de 20 milímetros também foram reduzidas em algum momento e os dois foram descomissionados com dezesseis montagens duplas.
O Conselho criou em maio de 1954 um projeto de aprimoramento para a classe que teria vinte canhões calibre 50 de 76 milímetros controlados por seis diretórios Marco 56. Seu presidente afirmou um mês depois que acreditava que os couraçados das Classes North Carolina e South Dakota seriam excelentes adições a força tarefas caso fossem mais velozes. O Escritório de Navios considerou e posteriormente descartou projetos que fariam as embarcações alcançarem 31 nós (57 quilômetros por hora), quatro nós a mais que sua velocidade máxima normal. Para que a Classe North Carolina alcançasse esse valor, seriam necessários 240 mil cavalos-vapor (180 mil quilowatts) de potência, o que por sua vez exigiria um maquinário extremamente grande, um que não poderia ser instalado nos navios mesmo que a terceira torre de artilharia fosse removida. Caso o cinturão de blindagem externo fosse removido, então seriam necessários 216 mil cavalos-vapor (161 mil quilowatts). Entretanto, independente da remoção ou não do cinturão, todo o casco da popa precisaria ser modificado para receber hélices maiores. Essas modificações foram estimados em quarenta milhões de dólares, o que não incluía o custo de reativação dos couraçados.
Cálculos posteriores mostraram que a Classe North Carolina poderia ter seu deslocamento reduzido para 41 192 toneladas, significando que 210 mil cavalos-vapor seriam suficientes para a velocidade desejada. Com o valor de teste de 39 mil toneladas, apenas 186 mil cavalos-vapor (139 mil quilowatts) seriam necessários. O valor de 210 mil veio de uma superestimação de 12,5 por cento para levar em conta bioincrustações ou clima ruim. Um maquinário similar ao da Classe Iowa, que gerava 212 mil cavalos-vapor (158 mil quilowatts), seria suficiente, e não haveriam problemas de peso caso a terceira torre de artilharia fosse removida. Todavia, não havia espaço suficiente nos navios. O espaço de maquinários da Classe North Carolina media 53,6 por 21,3 por 7,3 metros, enquanto aquele da Classe Iowa media 78 por 21,9 por 7,9 metros. Por fim, haveria problemas com as hélices, pois aquelas da Classe Iowa mediam 5,8 metros de diâmetro, enquanto da Classe North Carolina tinha 5,2 metros. Nenhuma conversão acabou ocorrendo.
Projetos para porta-helicópteros também tinham um plano para converter a Classe North Carolina. Os navios poderiam embarcar 28 helicópteros, 1 880 tropas, 540 toneladas de carga e 760 mil litros de gasolina a um custo de 30,79 milhões de dólares. Todos os canhões de 406 e 127 milímetros seriam removidos, porém a primeira torre de artilharia seria mantida para equilibrar pesos adicionados na popa. No lugar desses armamentos, as embarcações receberiam dezesseis canhões de 76 milímetros em montagens duplas. O deslocamento carregado seria levemente reduzido para 42,6 mil toneladas, enquanto a velocidade permaneceria a mesma. Foi estimado que os navios poderiam servir de quinze a vinte anos por um custo anual de manutenção de 440 mil dólares. Entretanto, porta-helicópteros nativos seriam mais econômicos, assim os planos foram descartados.

### Citações
1. ↑   Friedman 1985, pp. 181–182
2. ↑   Friedman 1985, p. 182
3. ↑   Garzke & Dulin 1976, pp. 3, 6
4. ↑   Friedman 1985, p. 243
5. ↑   Friedman 1985, p. 244
6. ↑   Friedman 1985, p. 248
7. ↑   Friedman 1985, pp. 246–250
8. ↑   Friedman 1985, pp. 247, 250–251
9. ↑   Friedman 1985, pp. 251–252
10. ↑   Friedman 1985, p. 252
11. ↑   Friedman 1985, pp. 254–255
12. ↑   Friedman 1985, pp. 254–255, 259
13. ↑   Friedman 1985, pp. 261–263
14. 1 2   Friedman 1985, p. 263
15. ↑   Friedman 1985, pp. 263, 265
16. ↑   McBride 1997, p. 416
17. ↑   Friedman 1985, pp. 244–245
18. ↑   Friedman 1985, p. 250
19. ↑   Friedman 1985, p. 258
20. ↑   Friedman 1985, pp. 262–263
21. 1 2 3   Muir 1980, p. 25
22. ↑   Muir 1980, p. 26
23. ↑   Muir 1980, pp. 28, 35
24. ↑   Muir 1980, pp. 28, 34
25. 1 2   Garzke & Dulin 1976, pp. 62–66
26. ↑   Garzke & Dulin 1976, p. 60
27. 1 2 3   Whitley 1998, p. 291
28. 1 2 3 4   Garzke & Dulin 1976, p. 65
29. ↑   Friedman 1985, pp. 276–277, 447
30. 1 2   DiGiulian, Tony (10 de novembro de 2020). «USA 16"/45 (40.6 cm) Mark 6». NavWeaps. Consultado em 31 de maio de 2021
31. 1 2 3   DiGiulian, Tony (10 de dezembro de 2020). «USA 5"/38 (12.7 cm) Mark 12». NavWeaps. Consultado em 8 de agosto de 2021
32. 1 2   Friedman 1985, pp. 276–277
33. 1 2   Friedman 1985, p. 277
34. ↑   Garzke & Dulin 1976, pp. 52–53, 64
35. ↑   Whitley 1998, p. 290
36. ↑   Garzke & Dulin 1976, pp. 53–54
37. ↑   Garzke & Dulin 1976, pp. 54–55
38. 1 2 3   Friedman 1985, p. 276
39. ↑   Garzke & Dulin 1976, p. 56
40. 1 2   Muir 1980, p. 28
41. 1 2   McBride 1997, pp. 417–418
42. 1 2   Garzke & Dulin 1976, p. 35
43. 1 2 3 4 5 6 7 8 9   «North Carolina III (BB-55)». Dictionary of American Naval Fighting Ships. Naval History and Heritage Command. Consultado em 16 de fevereiro de 2021
44. 1 2   Friedman 1985, pp. 274–275
45. ↑   Friedman 1985, pp. 277, 279
46. ↑   Garzke & Dulin 1976, pp. 35, 38–39
47. ↑   Whitley 1998, pp. 293–294
48. 1 2   Garzke & Dulin 1976, p. 39
49. ↑   Garzke & Dulin 1976, pp. 39–40
50. ↑   Garzke & Dulin 1976, p. 40
51. ↑   «North Carolina (BB-55)». Registro de Embarcações Navais. Departamento da Marinha dos Estados Unidos. Consultado em 26 de setembro de 2021
52. ↑   Garzke & Dulin 1976, pp. 40–41
53. 1 2 3 4 5 6 7   «Washington VIII (BB-56)». Dictionary of American Naval Fighting Ships. Naval History and Heritage Command. Consultado em 16 de fevereiro de 2021
54. ↑   Garzke & Dulin 1976, p. 41
55. 1 2   Whitley 1998, p. 295
56. ↑   Garzke & Dulin 1976, pp. 41, 44
57. ↑   Garzke & Dulin 1976, p. 44
58. ↑   Lundgren, Robert (28 de setembro de 2010).  DiGiulian, Tony, ed. «Kirishima Damage Analysis» (PDF). NavWeaps. Consultado em 28 de maio de 2021
59. ↑   Whitley 1998, p. 296
60. ↑   Garzke & Dulin 1976, pp. 45–46
61. 1 2   Garzke & Dulin 1976, p. 46
62. ↑   «Marshall Islands Campaign, Jan.-Feb. 1944 -- USS Washington and USS Indiana Collide, 1 February 1944». Naval History and Heritage Command. Consultado em 28 de setembro de 2021. Arquivado do original em 8 de março de 2010
63. 1 2   Garzke & Dulin 1976, p. 47
64. ↑   «Washington (BB-56)». Registro de Embarcações Navais. Departamento da Marinha dos Estados Unidos. Consultado em 30 de setembro de 2021
65. ↑   Whitley 1998, p. 297
66. ↑   Friedman 1985, pp. 389–390, 421
67. ↑   Friedman 1985, p. 397
68. ↑   Friedman 1985, pp. 397–398
69. ↑   Friedman 1985, p. 401